# Lijst van nummer 1-albums in de Ultratop 200 Albums

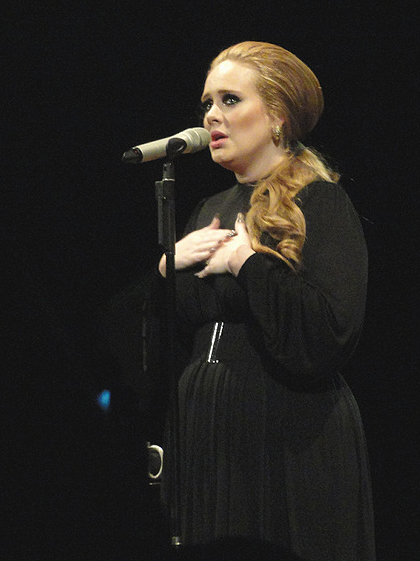
Adele

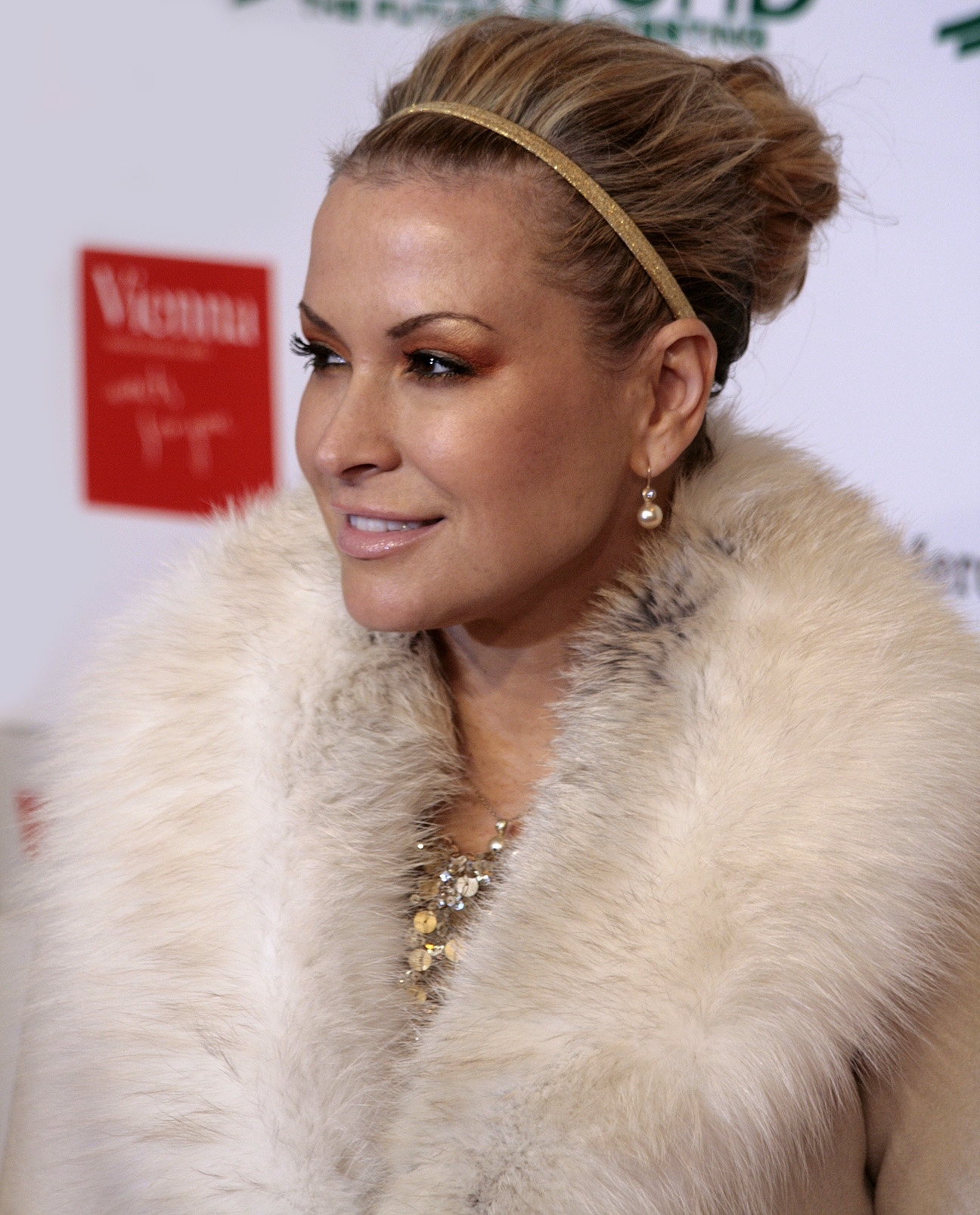
Anastacia

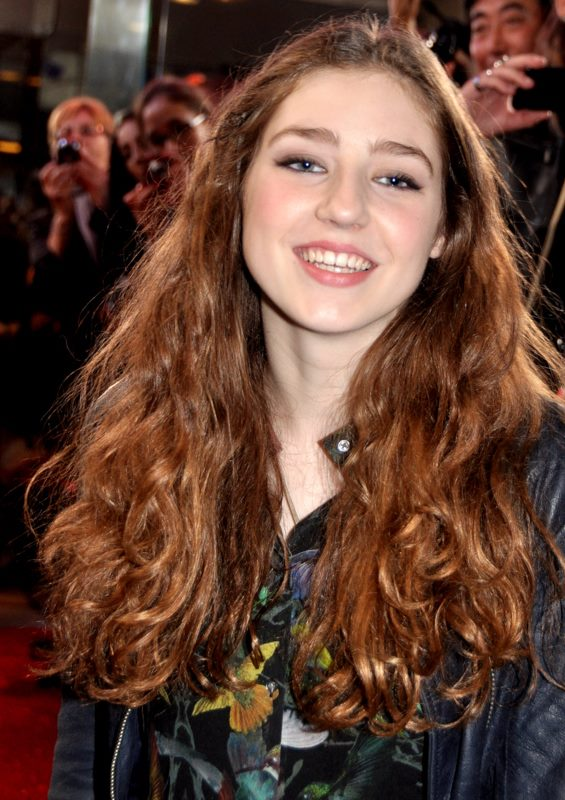
Birdy

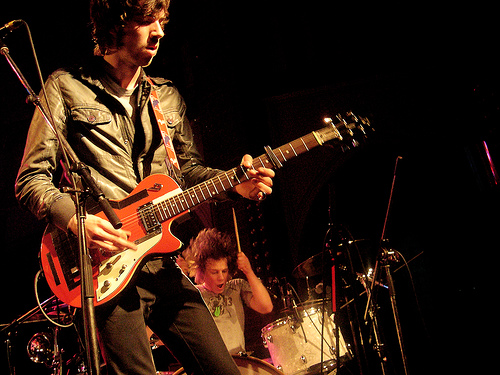
The Black Box Revelation

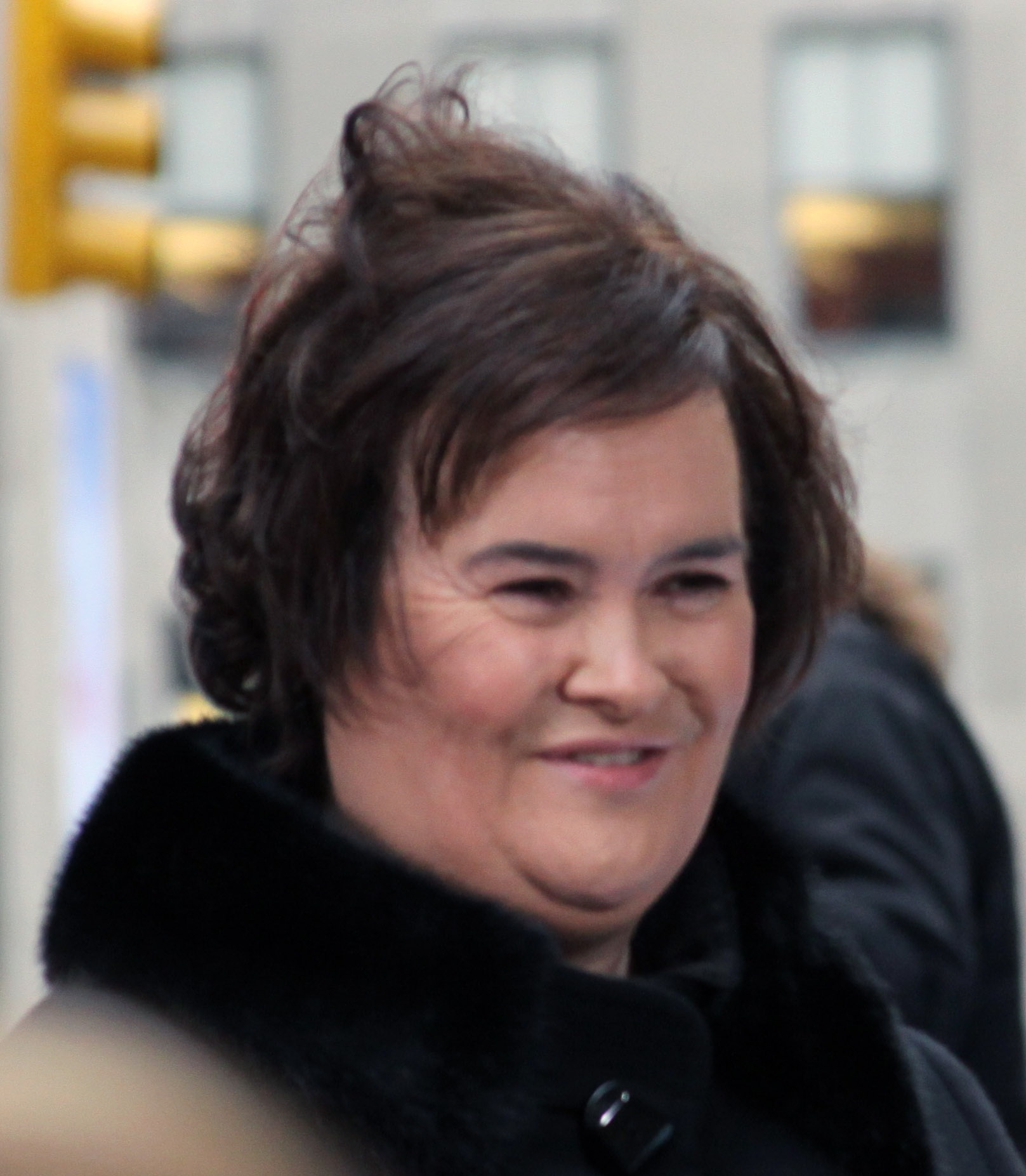
Susan Boyle

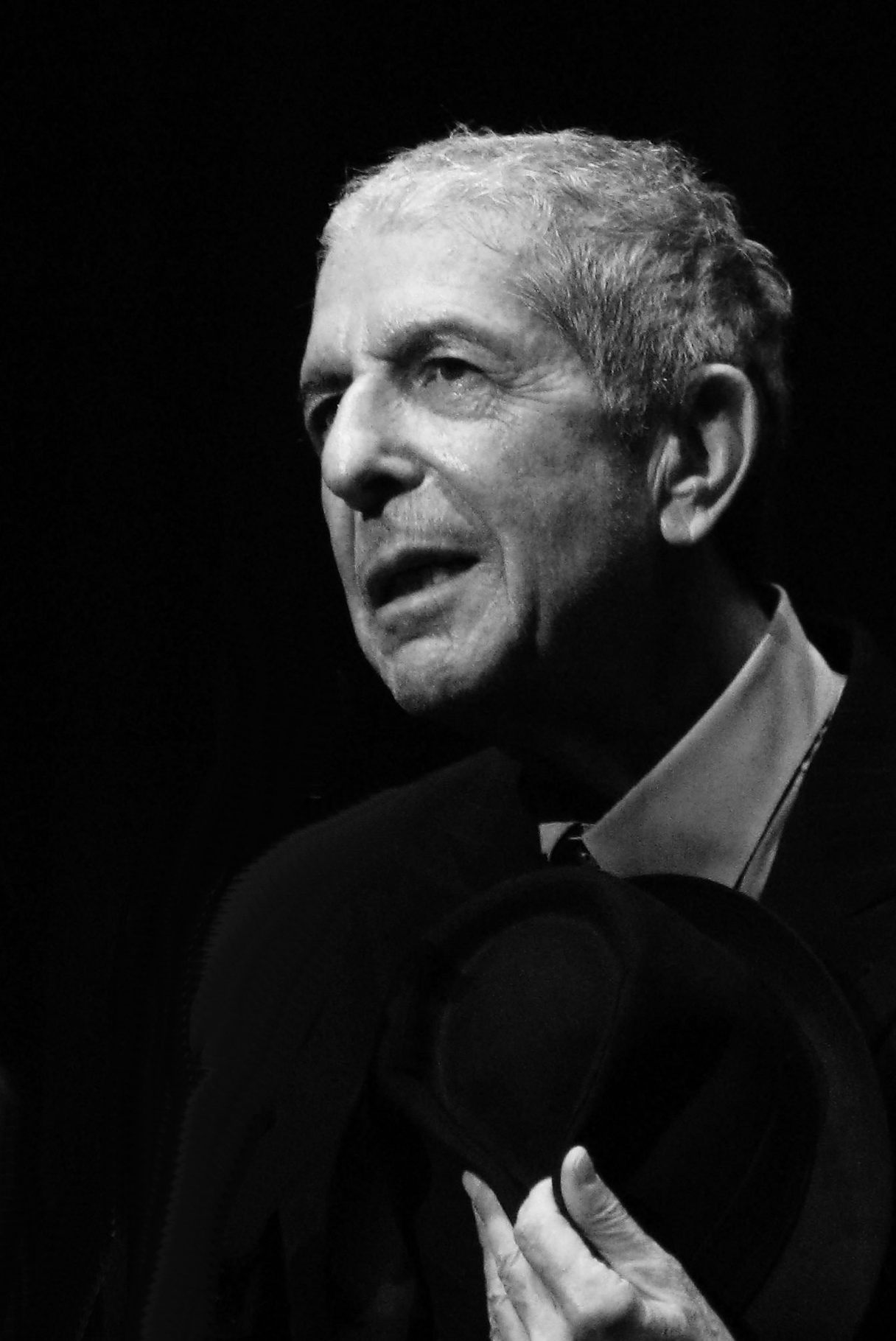
Leonard Cohen

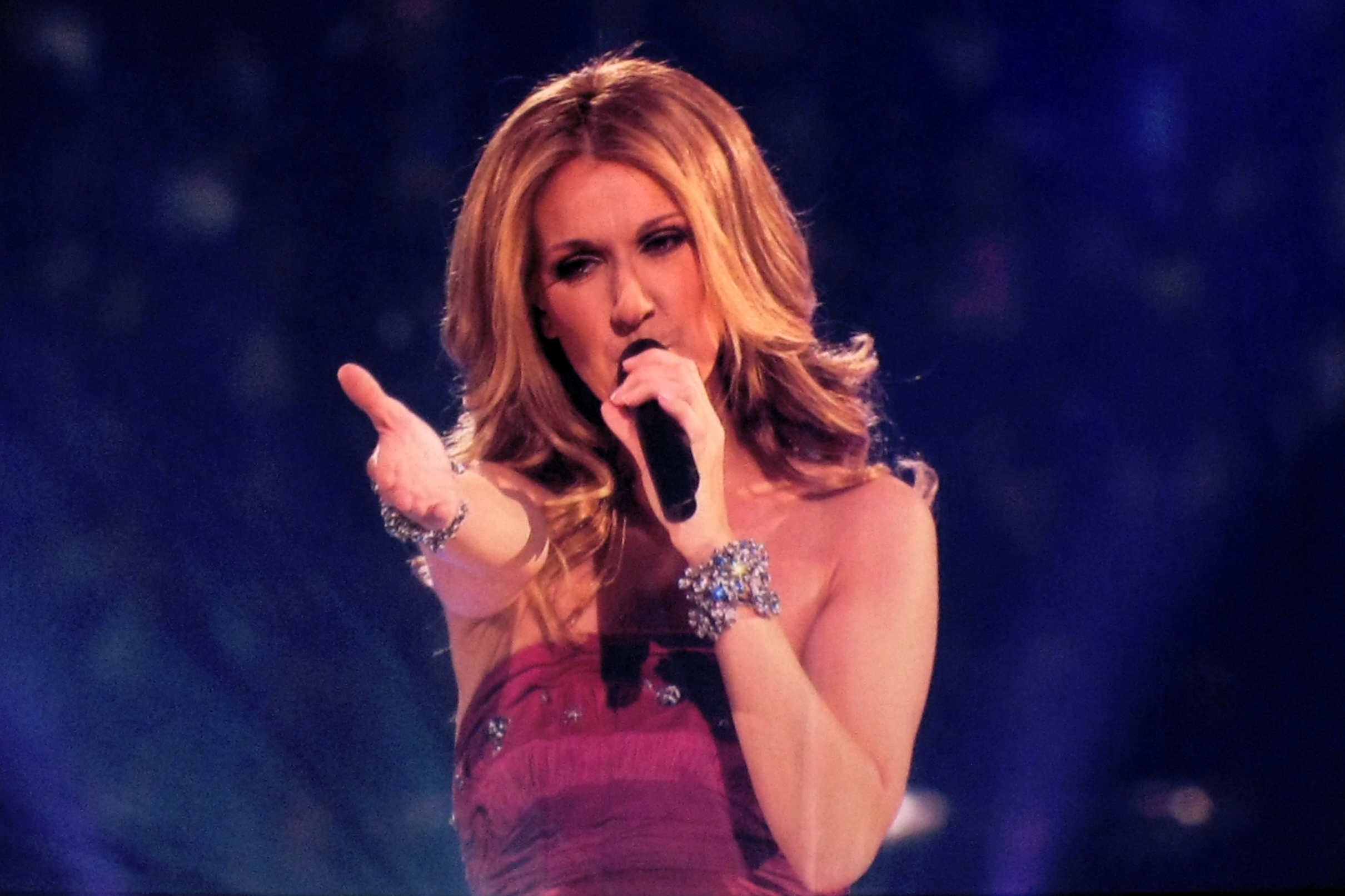
Céline Dion

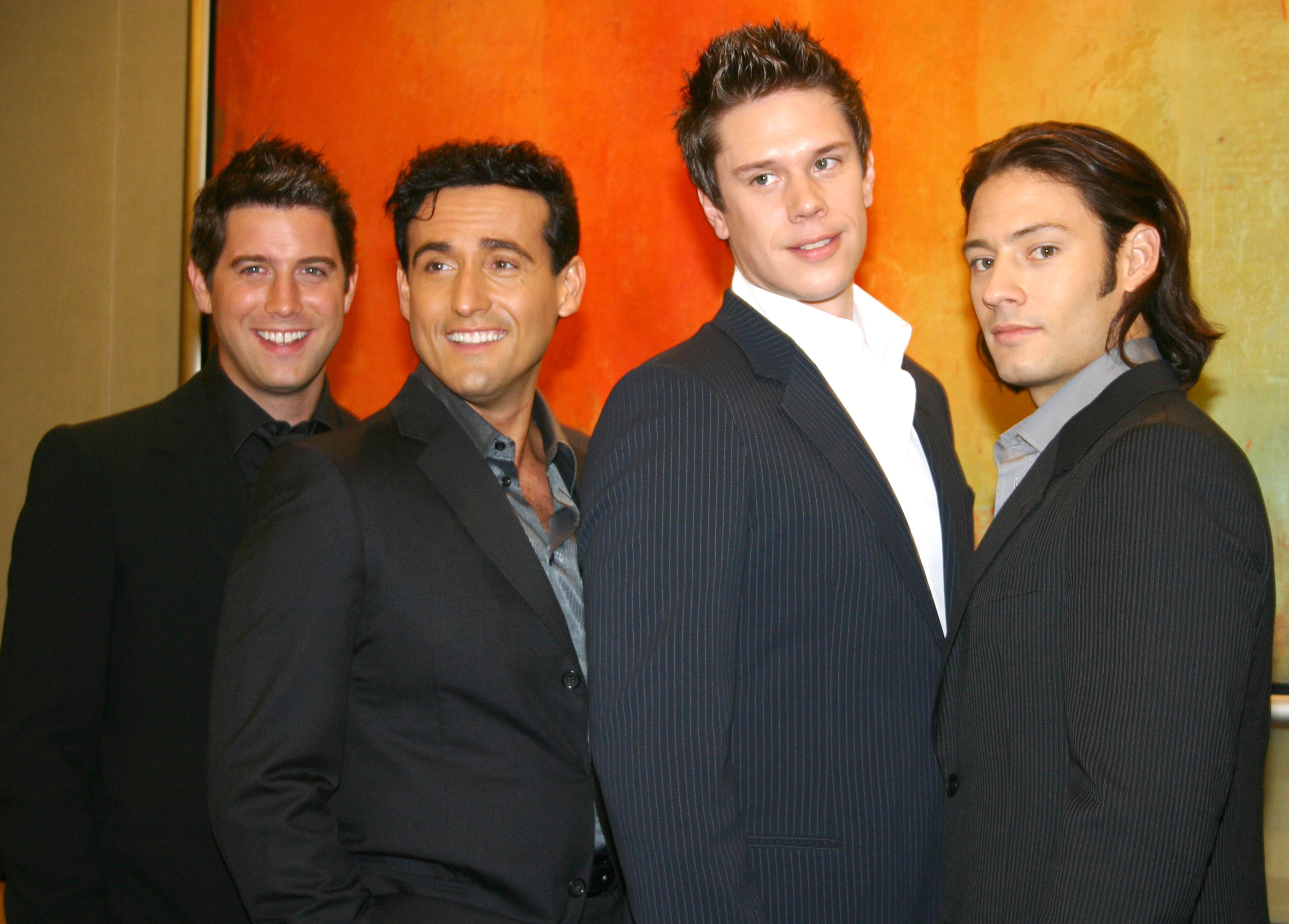
Il Divo

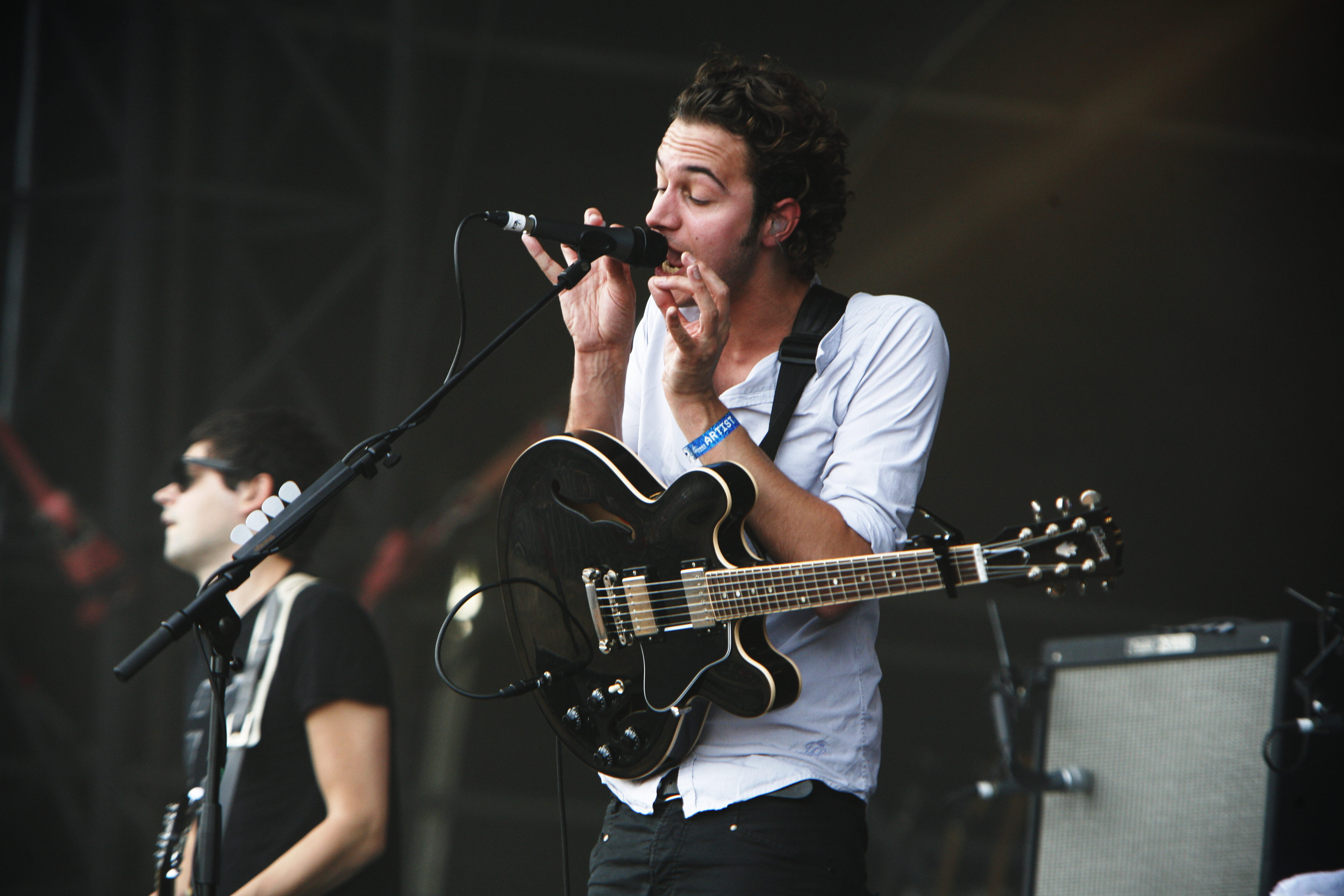
Editors

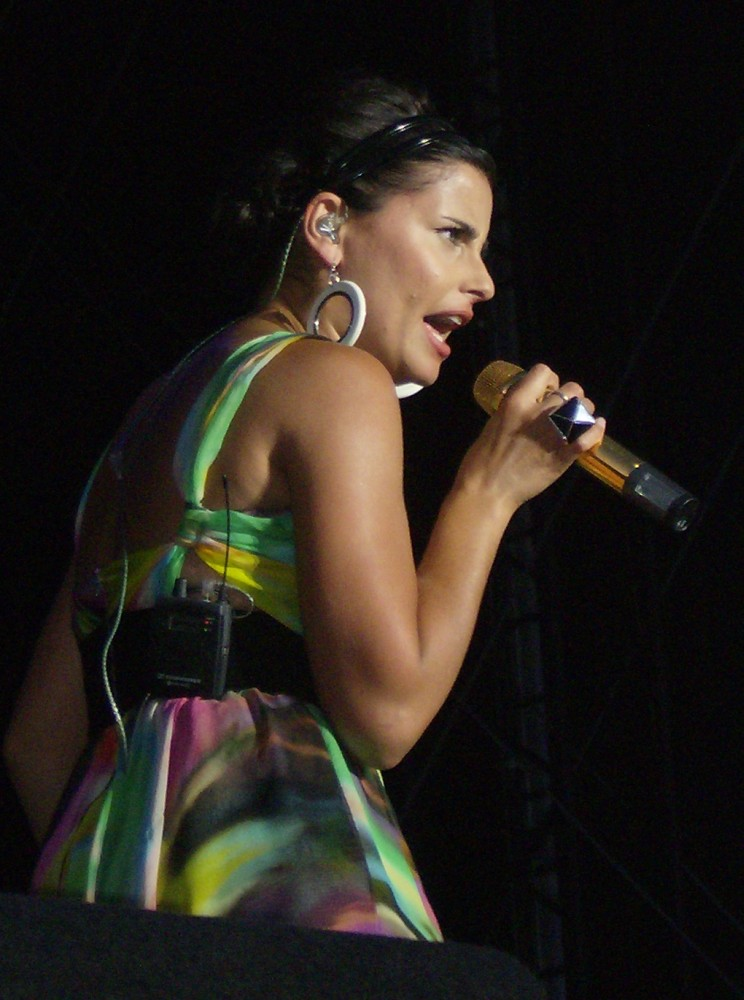
Nelly Furtado

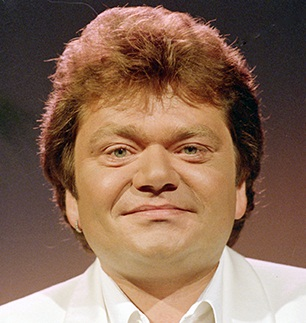
André Hazes

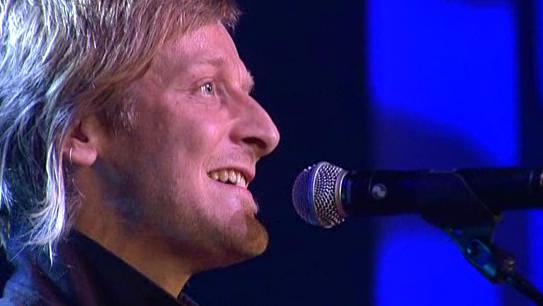
Ozark Henry

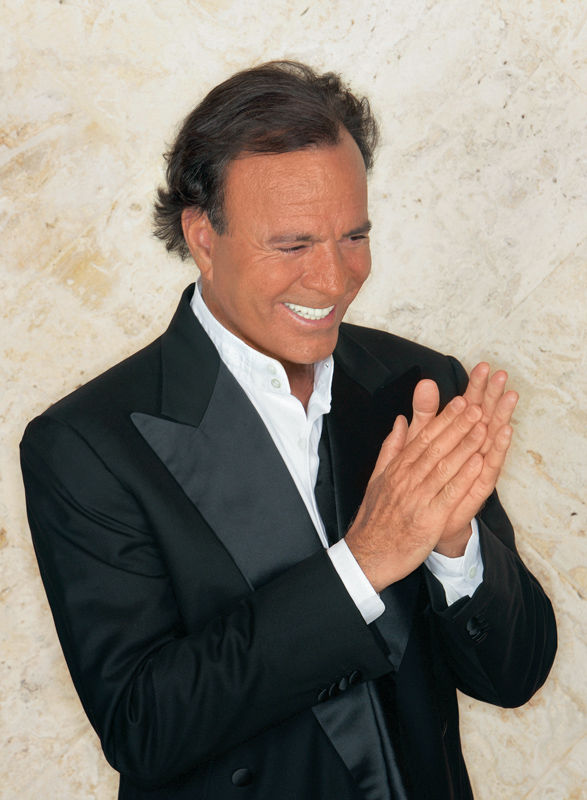
Julio Iglesias

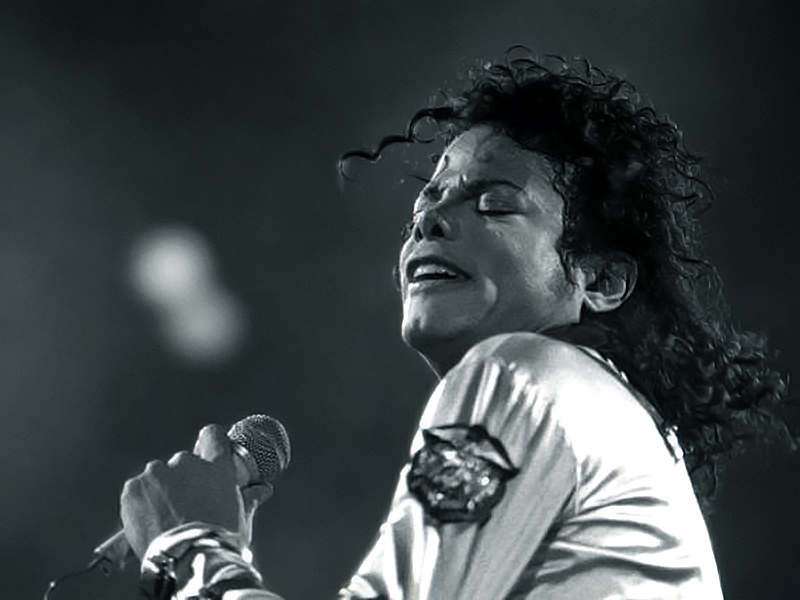
Michael Jackson

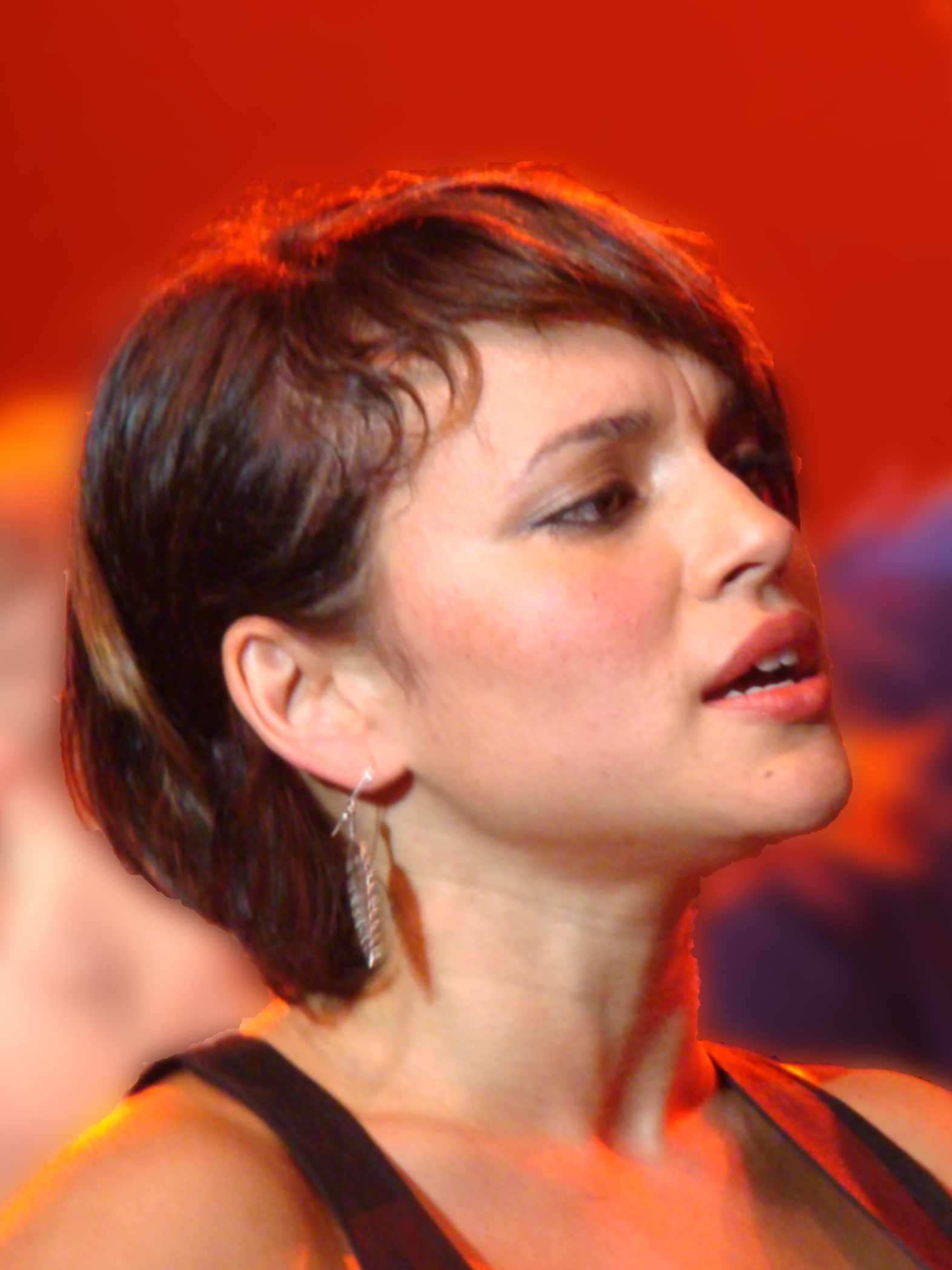
Norah Jones

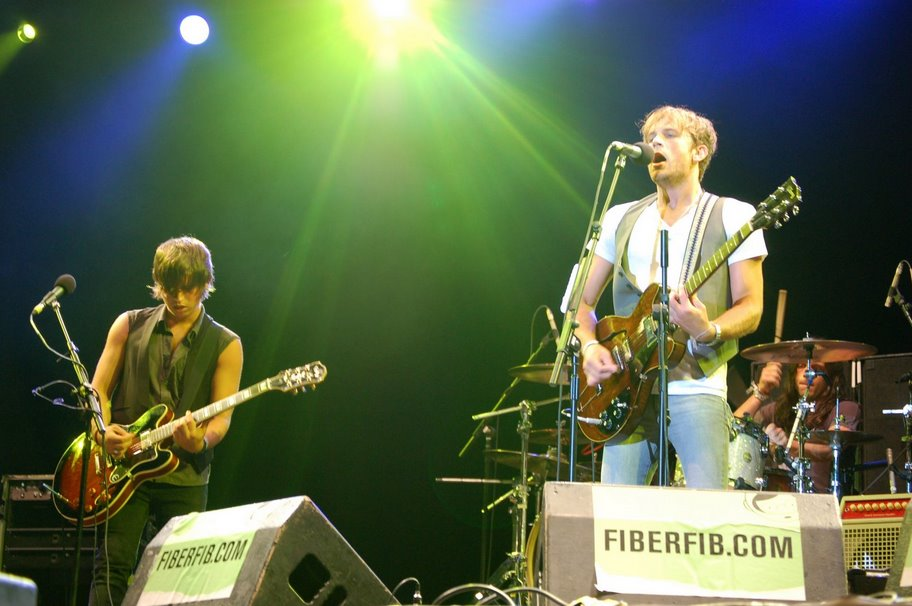
Kings of Leon

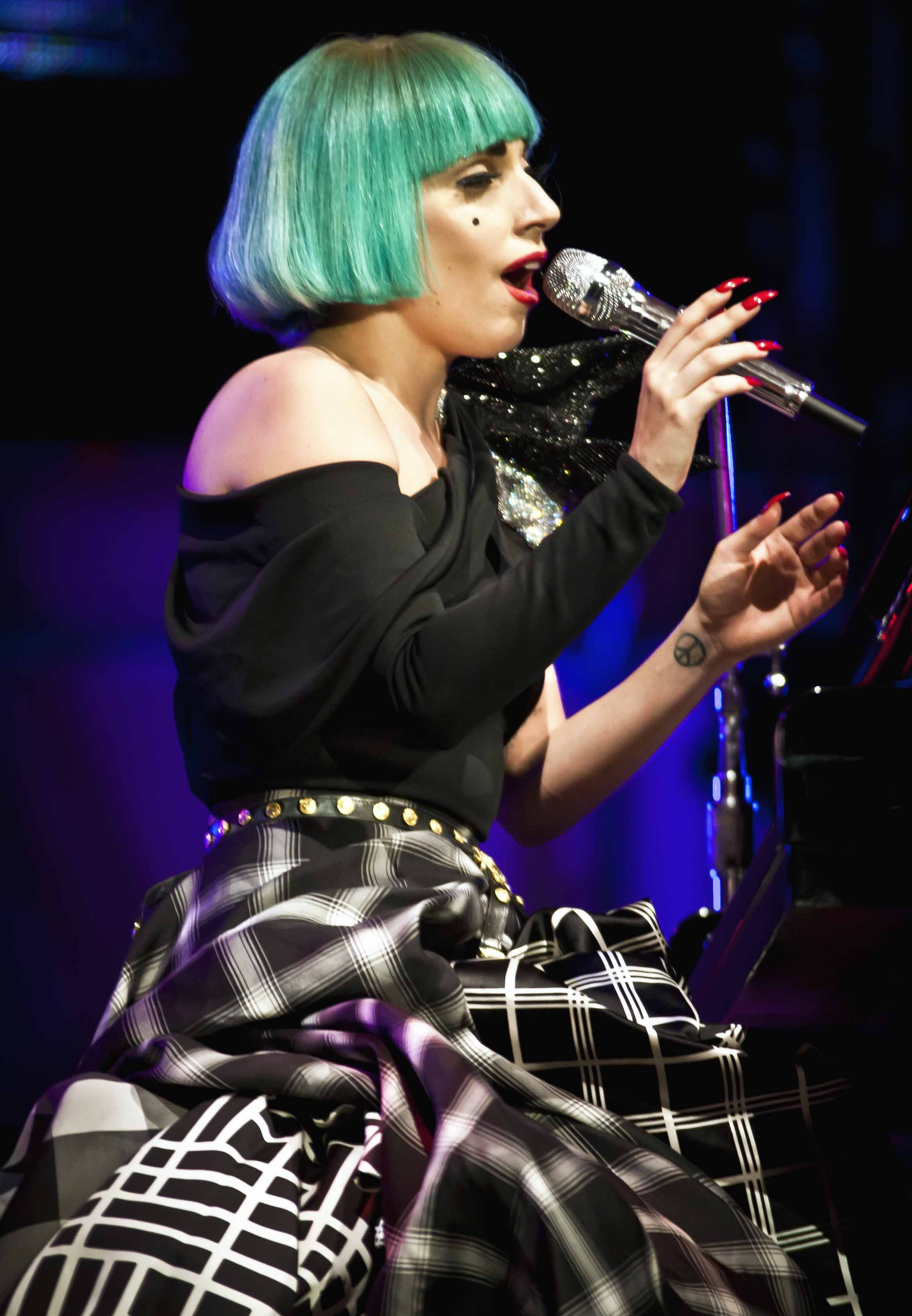
Lady Gaga

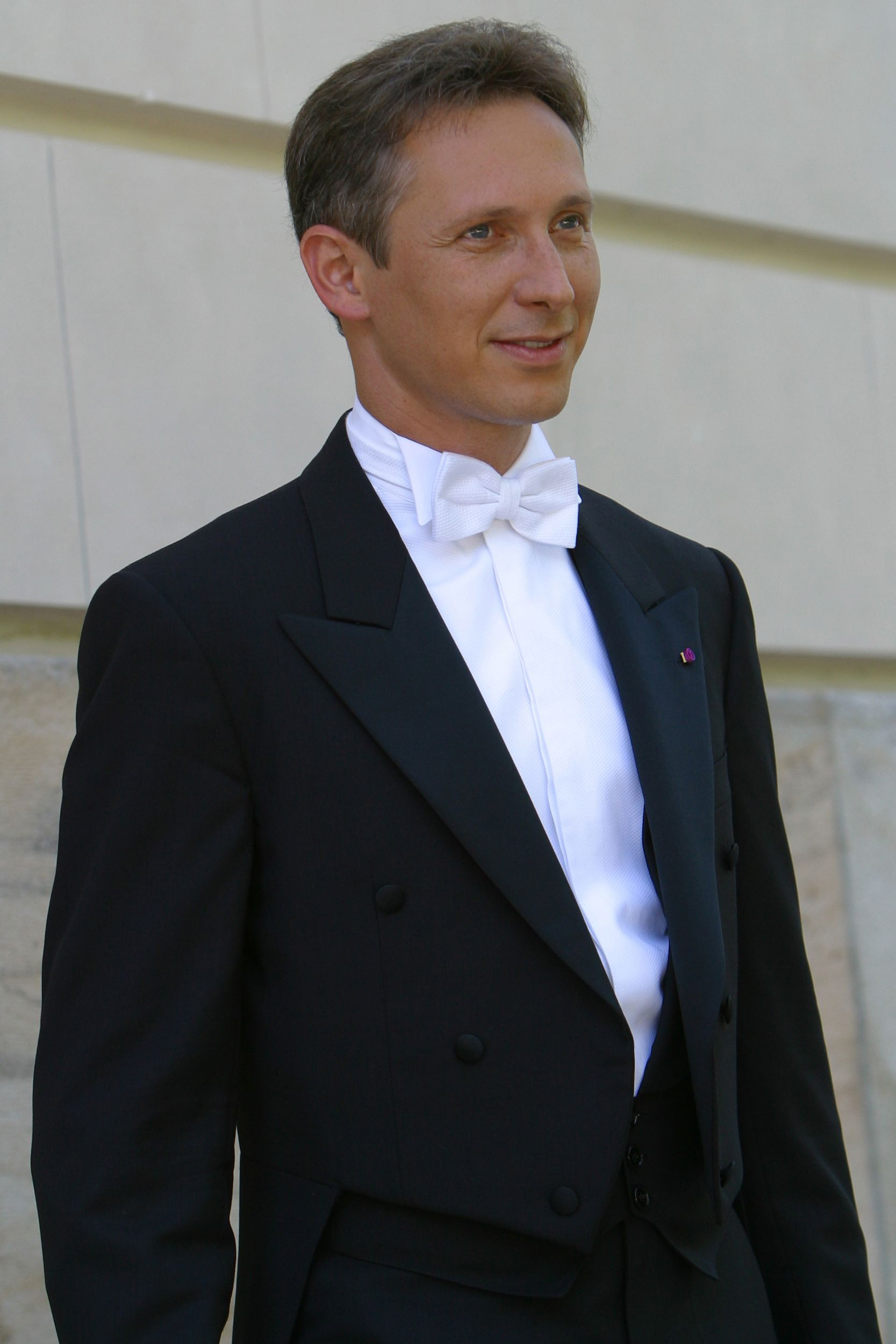
Helmut Lotti

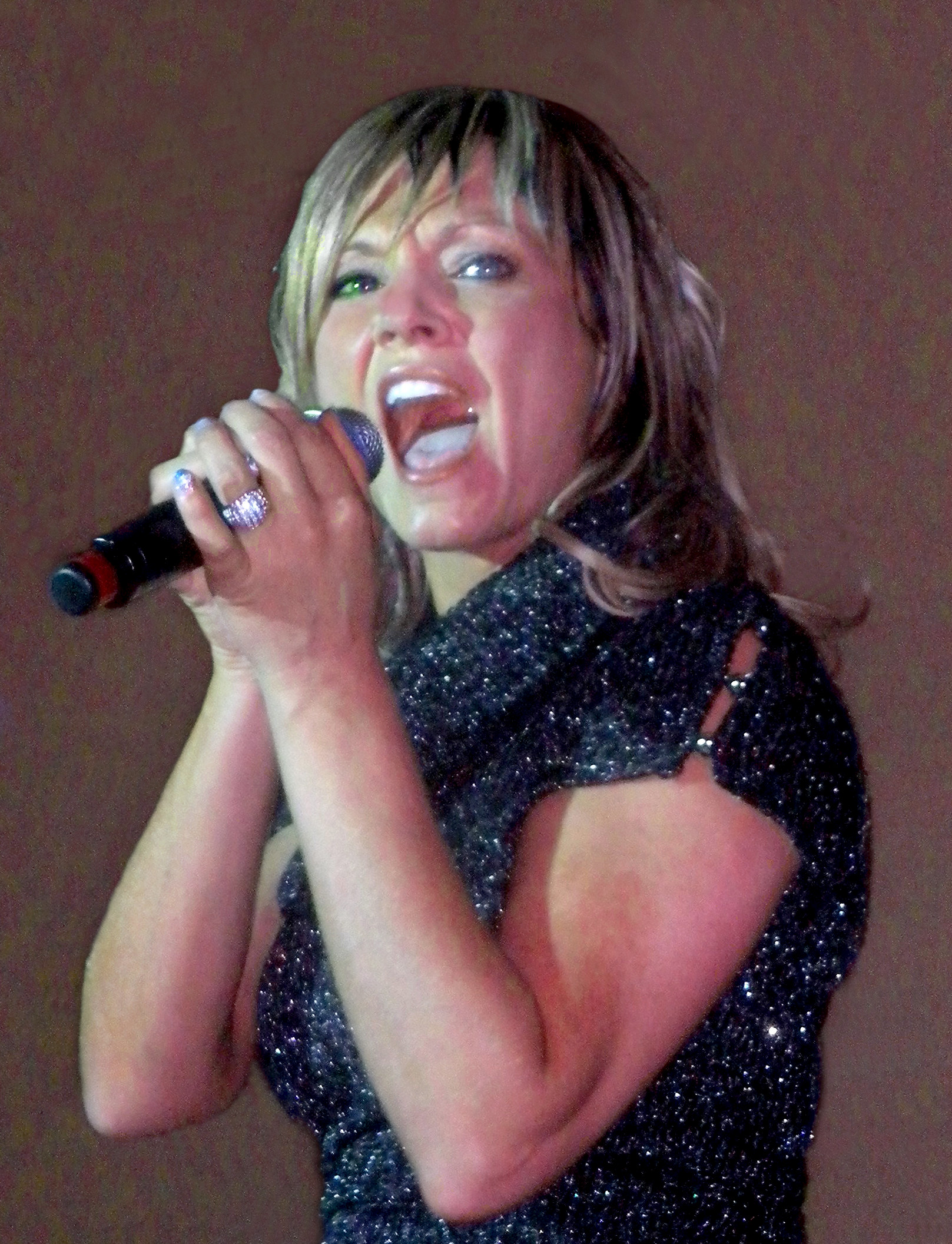
Laura Lynn

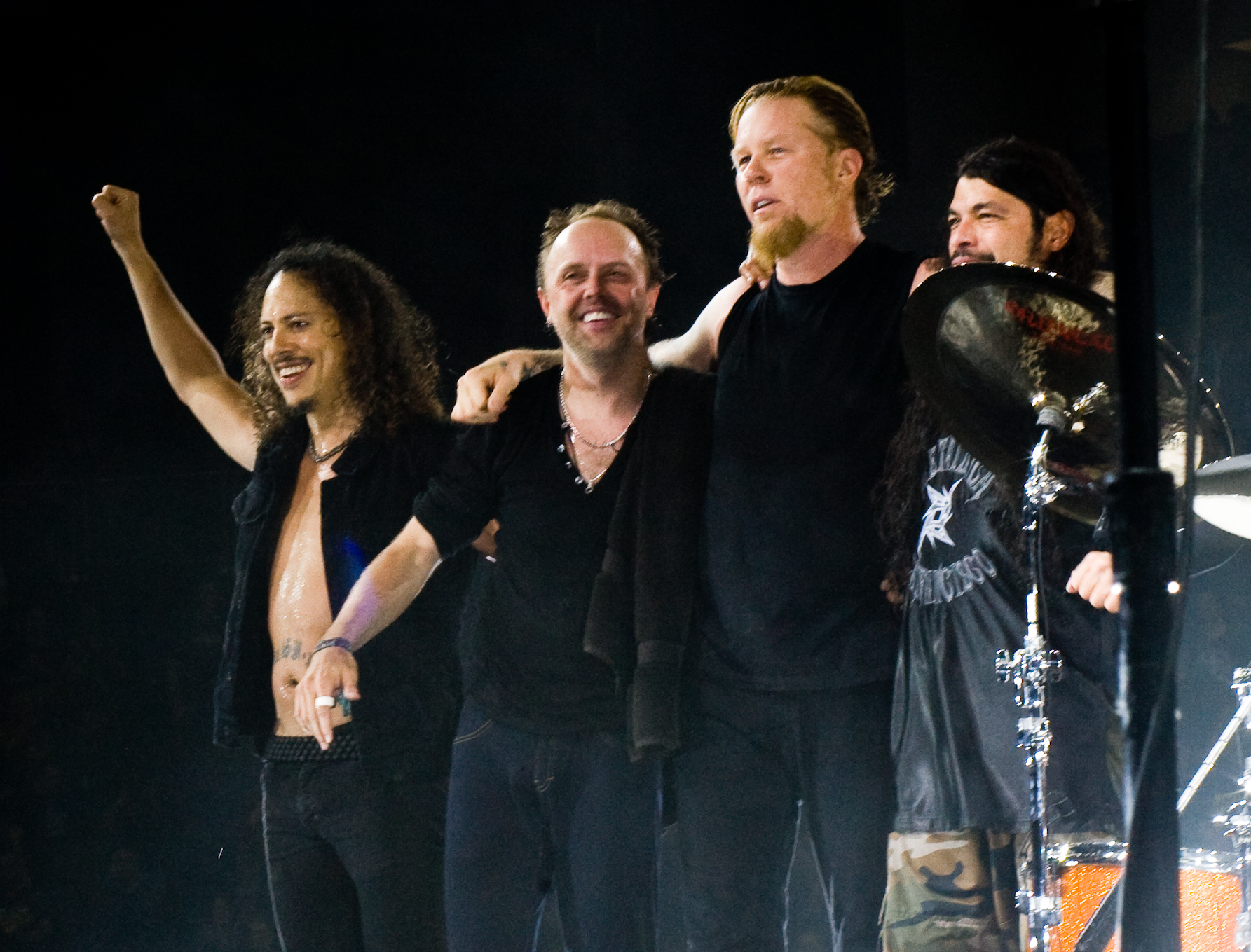
Metallica

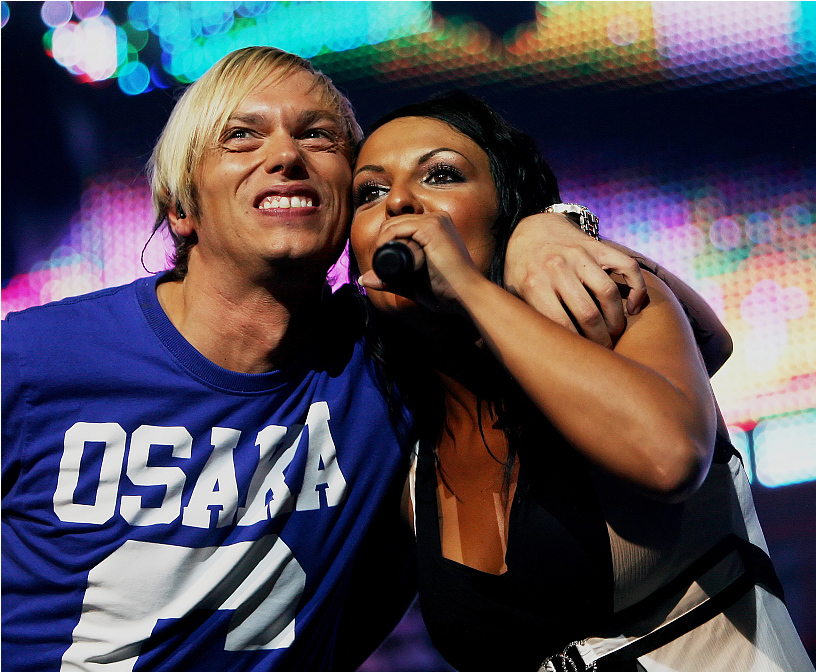
Milk Inc.

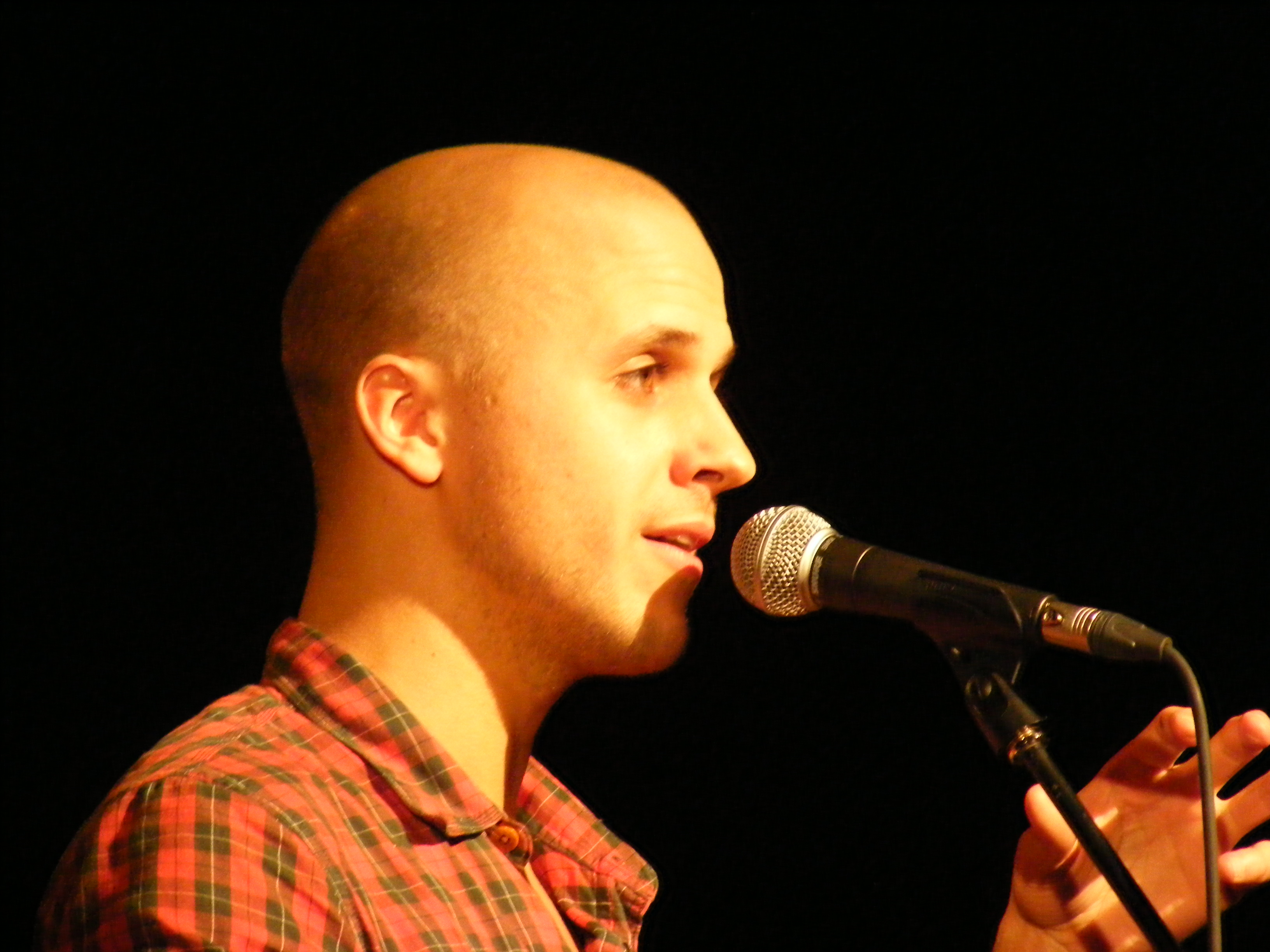
Milow

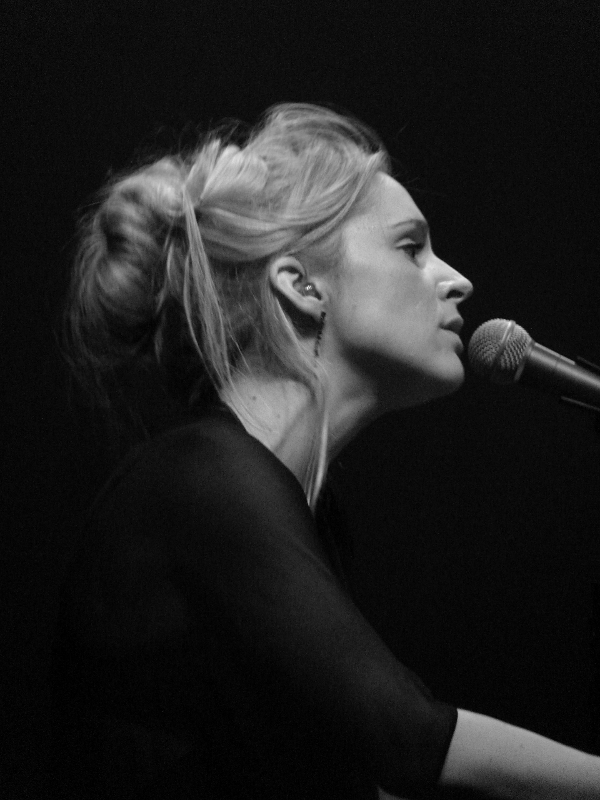
Agnes Obel

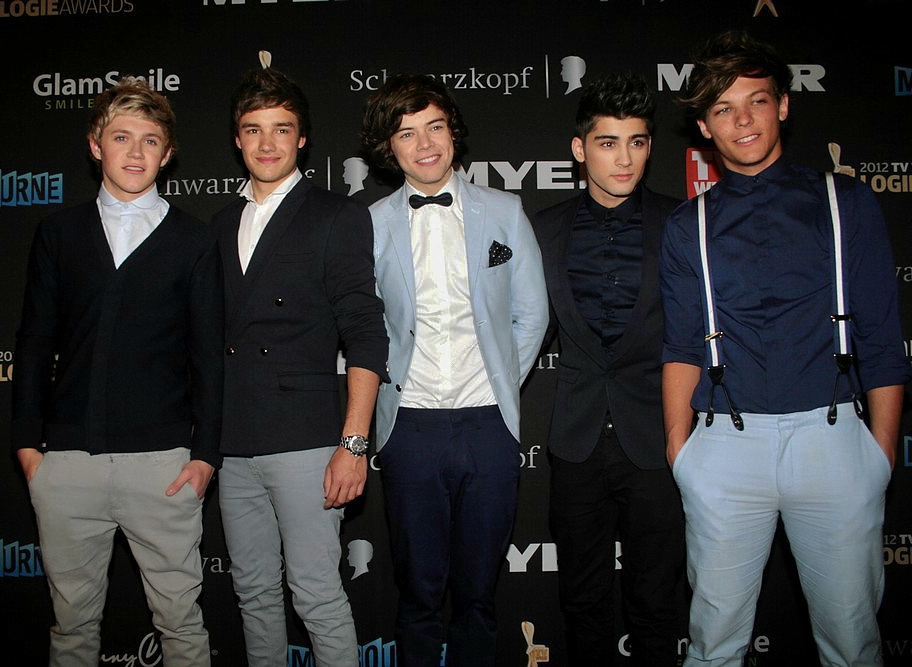
One Direction

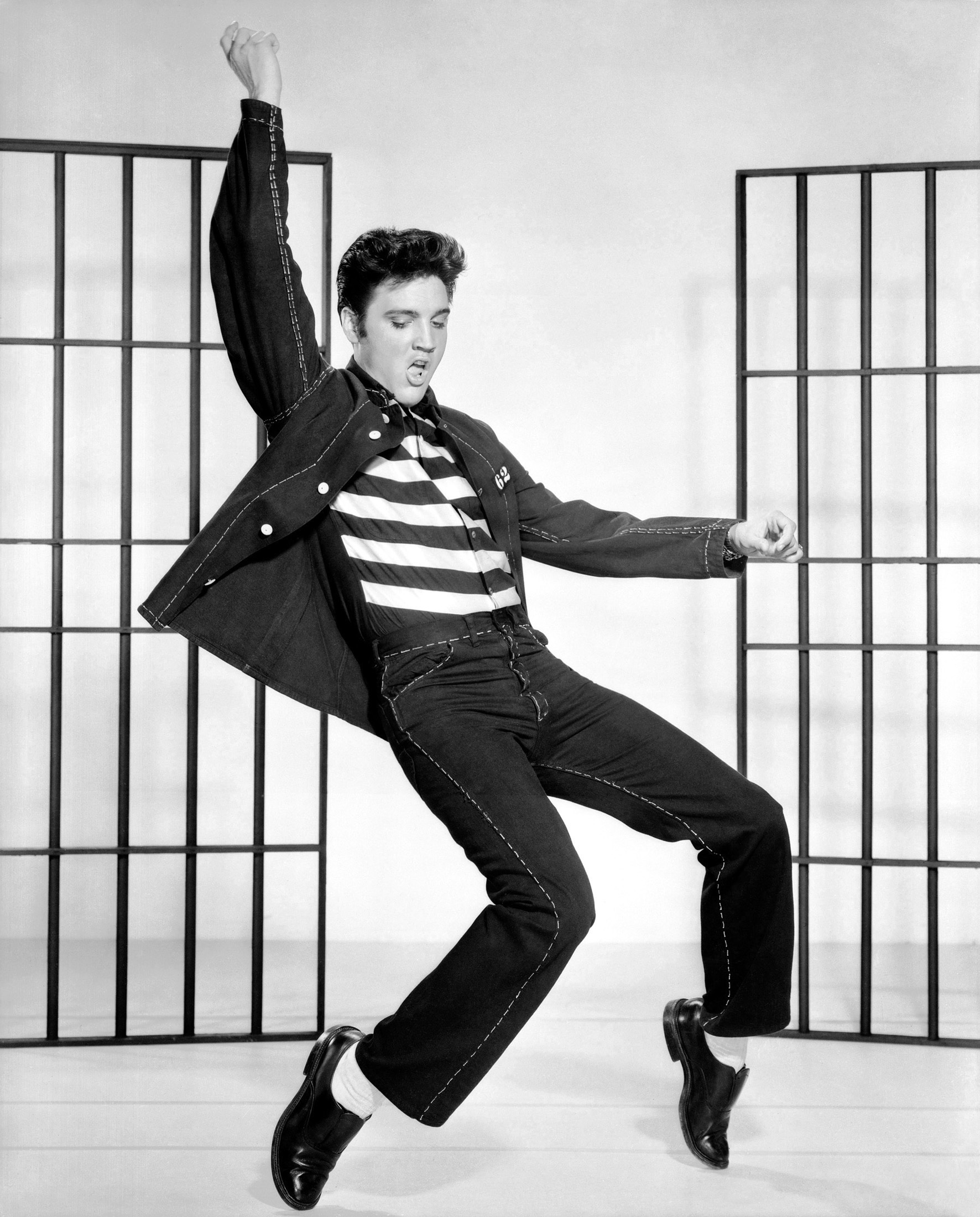
Elvis Presley

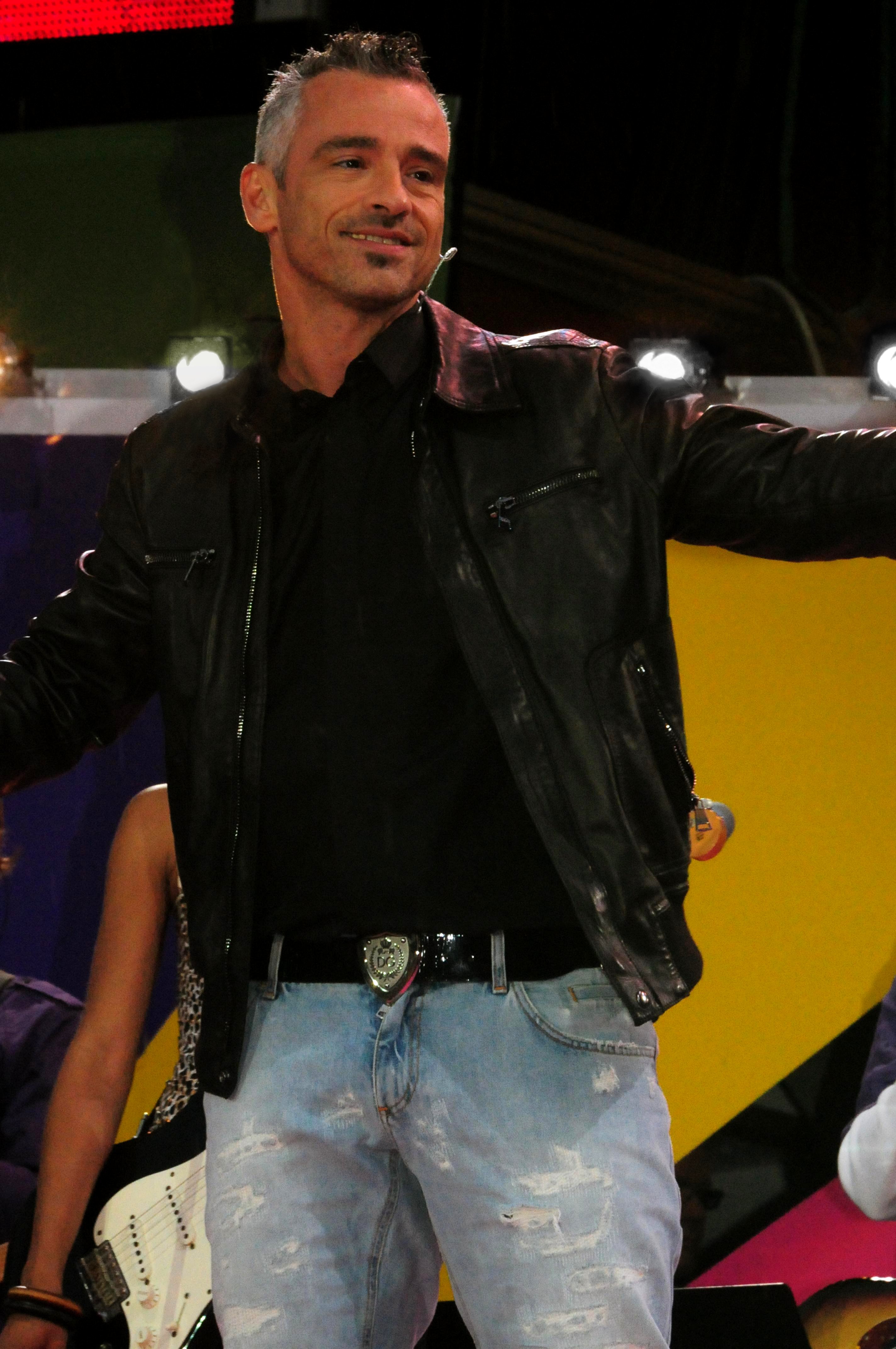
Eros Ramazzotti

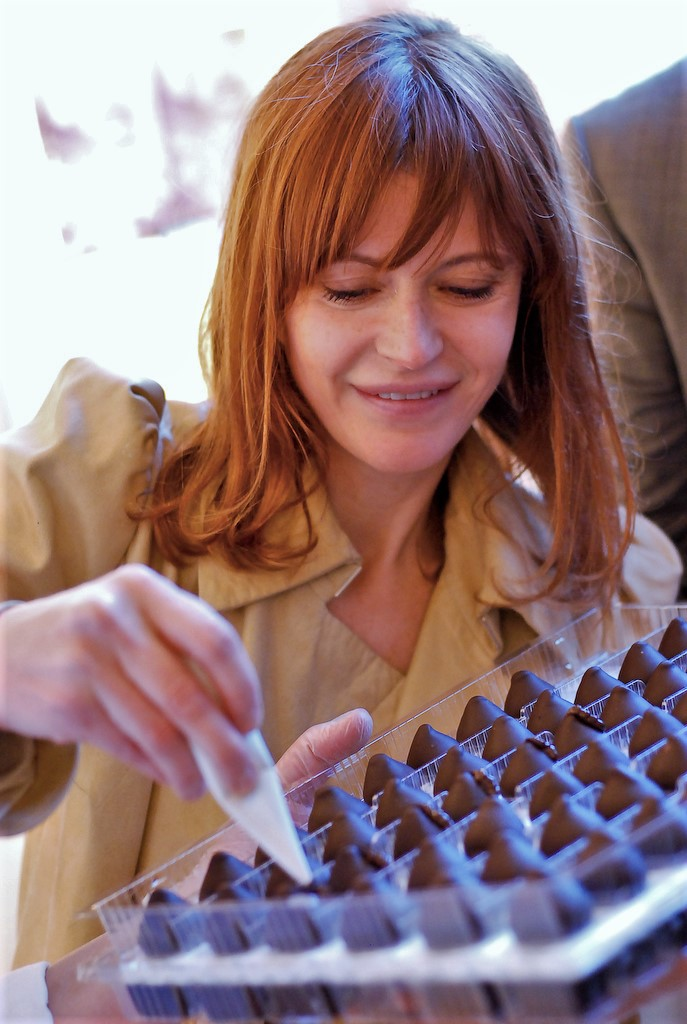
Axelle Red

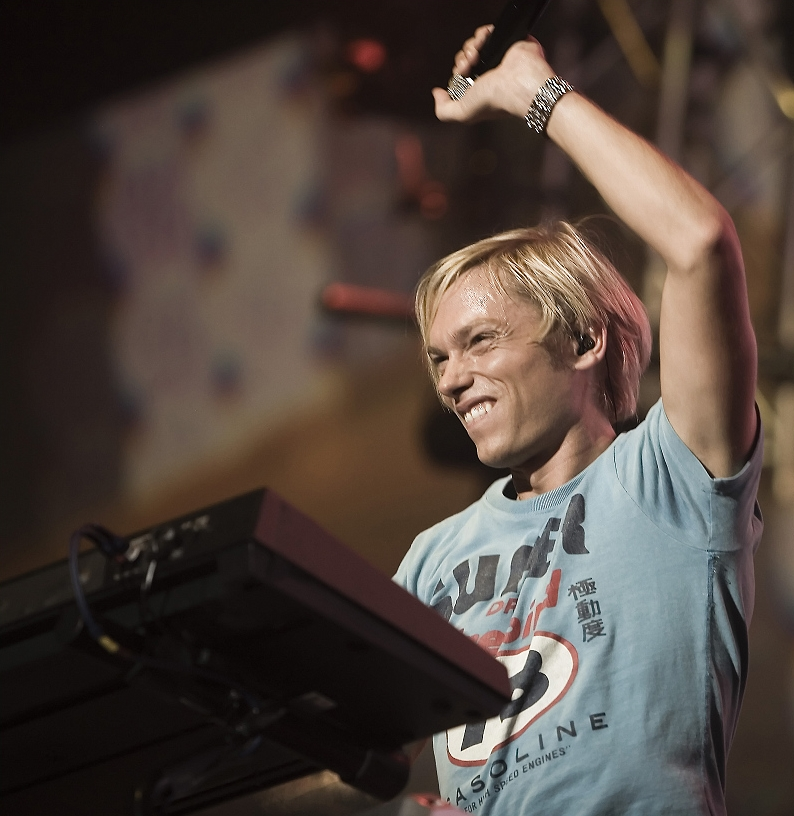
Regi

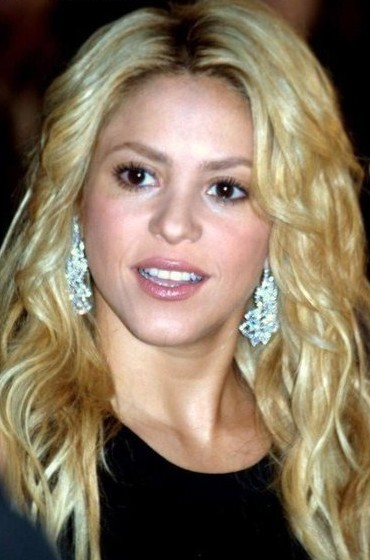
Shakira

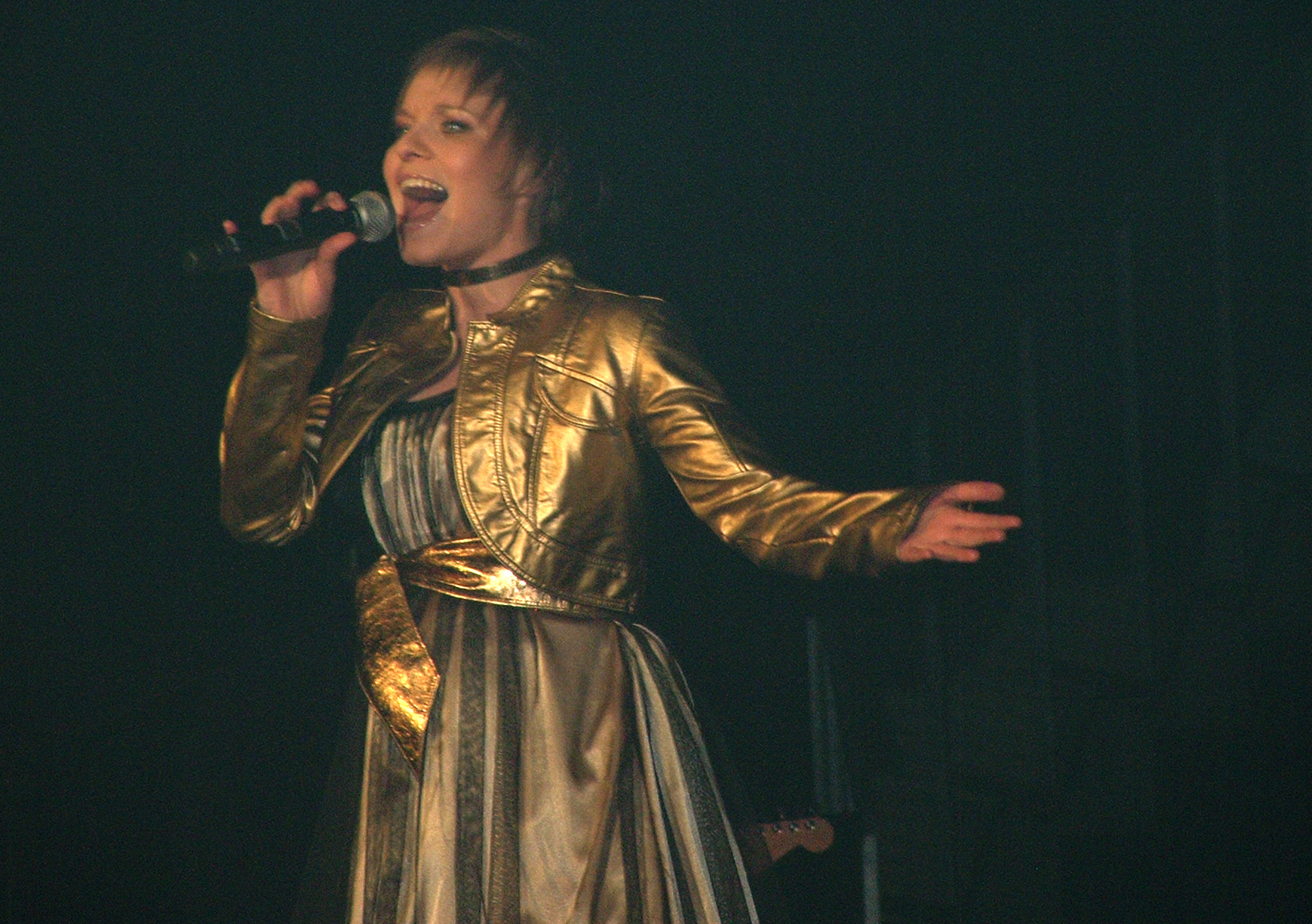
Free Souffriau

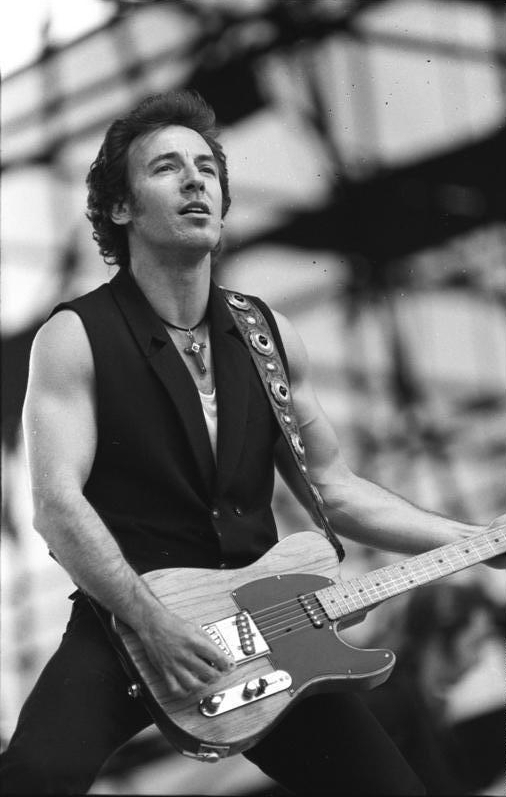
Bruce Springsteen

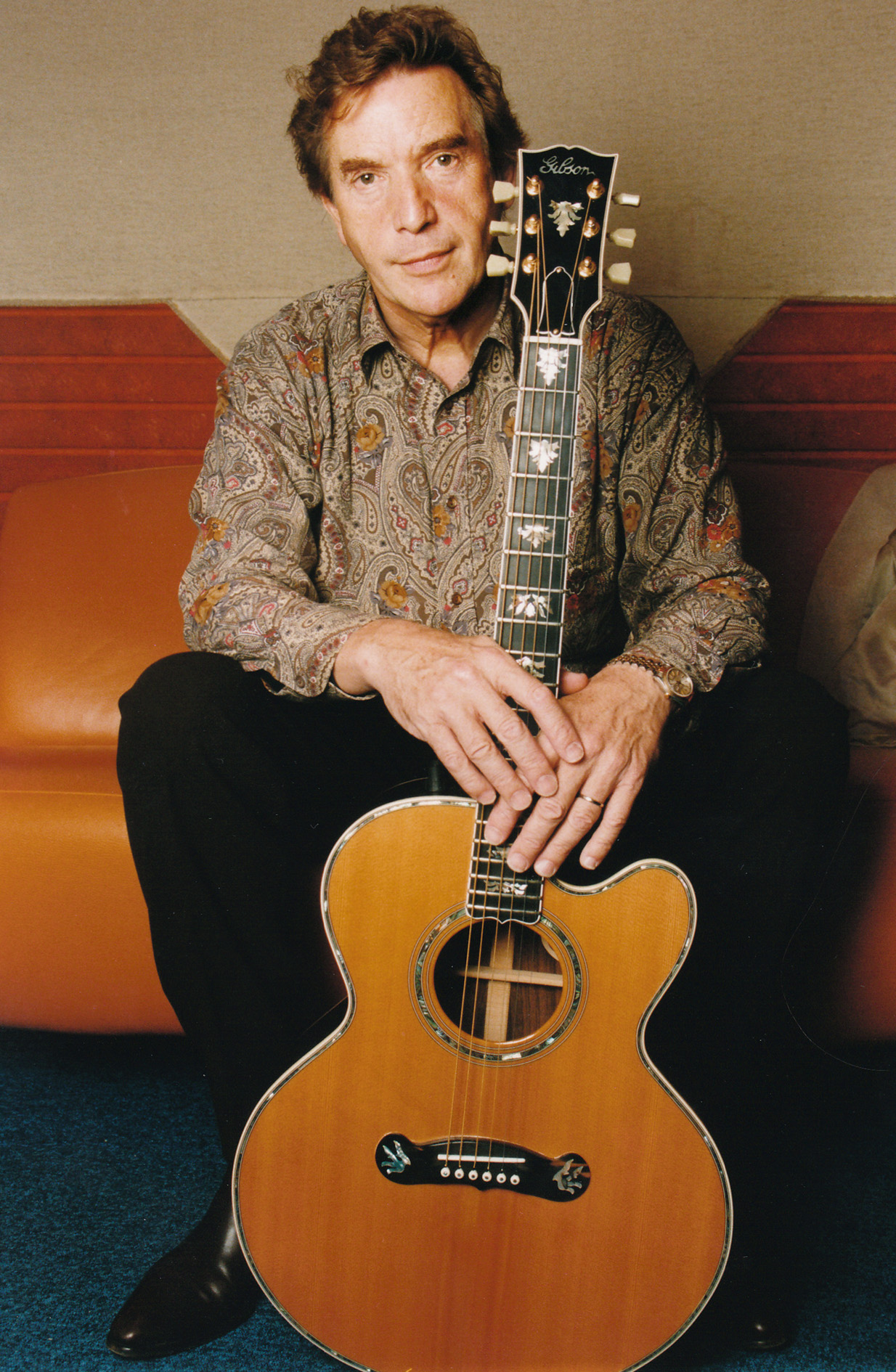
Will Tura

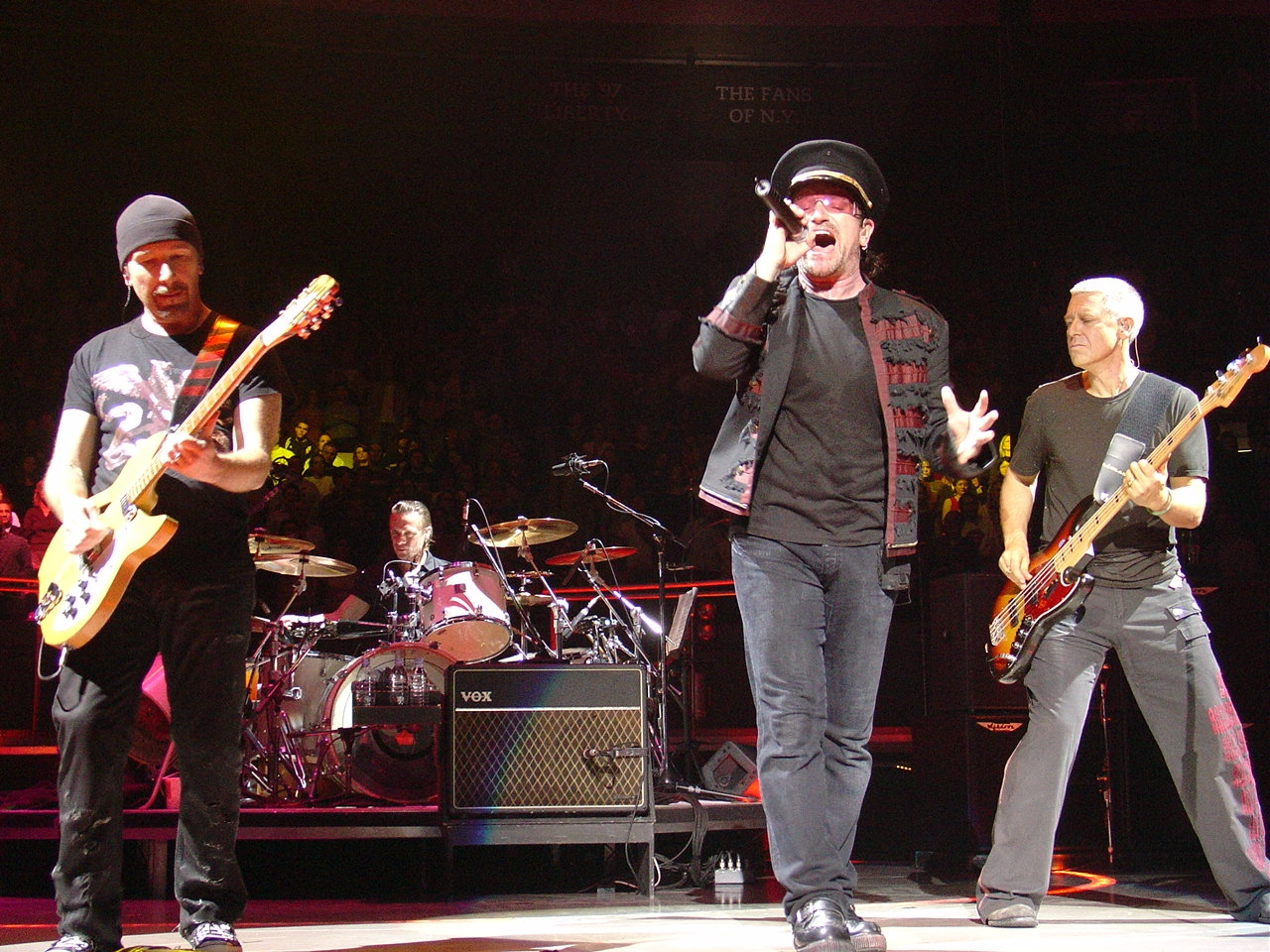
U2

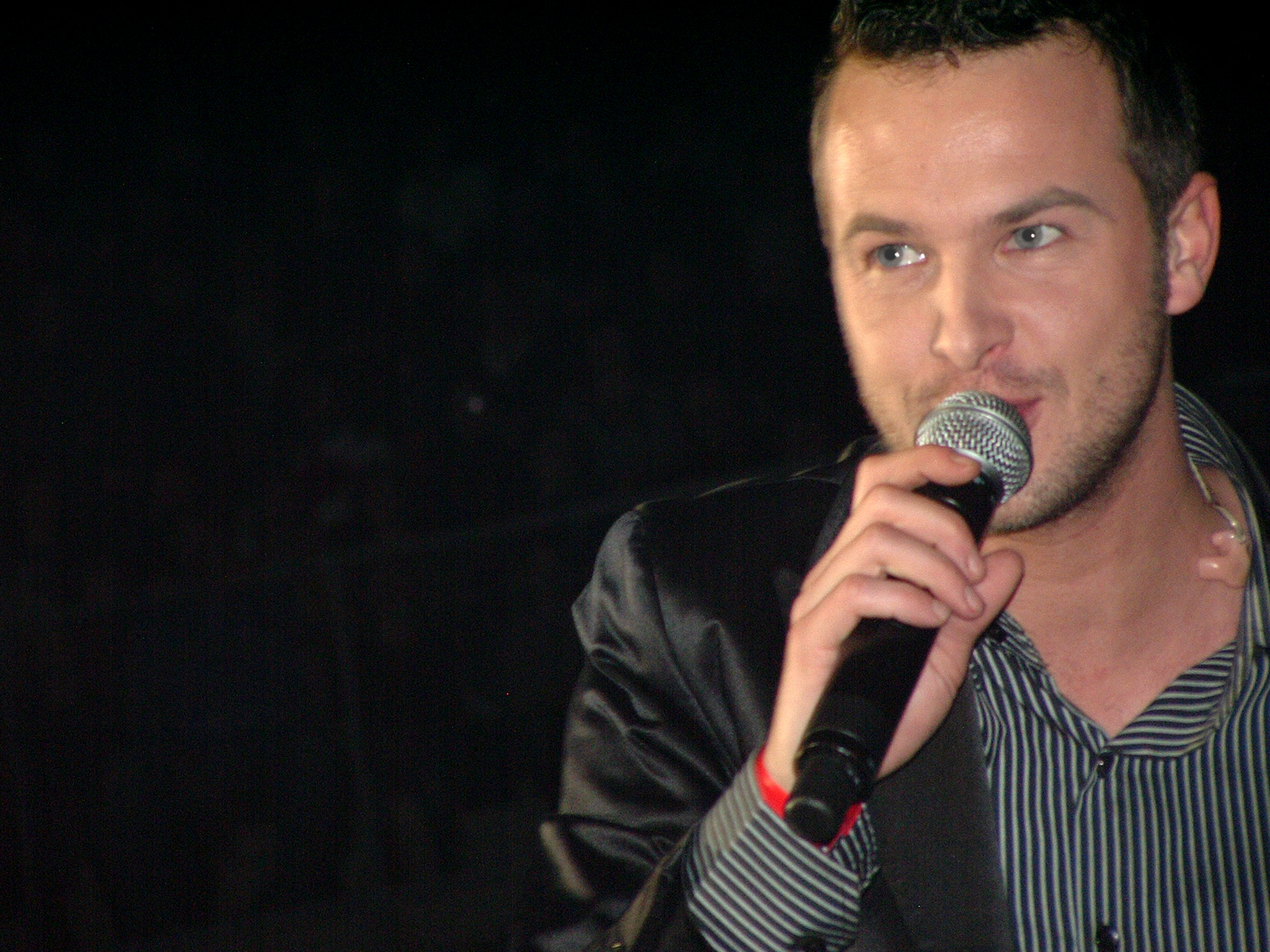
Stan Van Samang

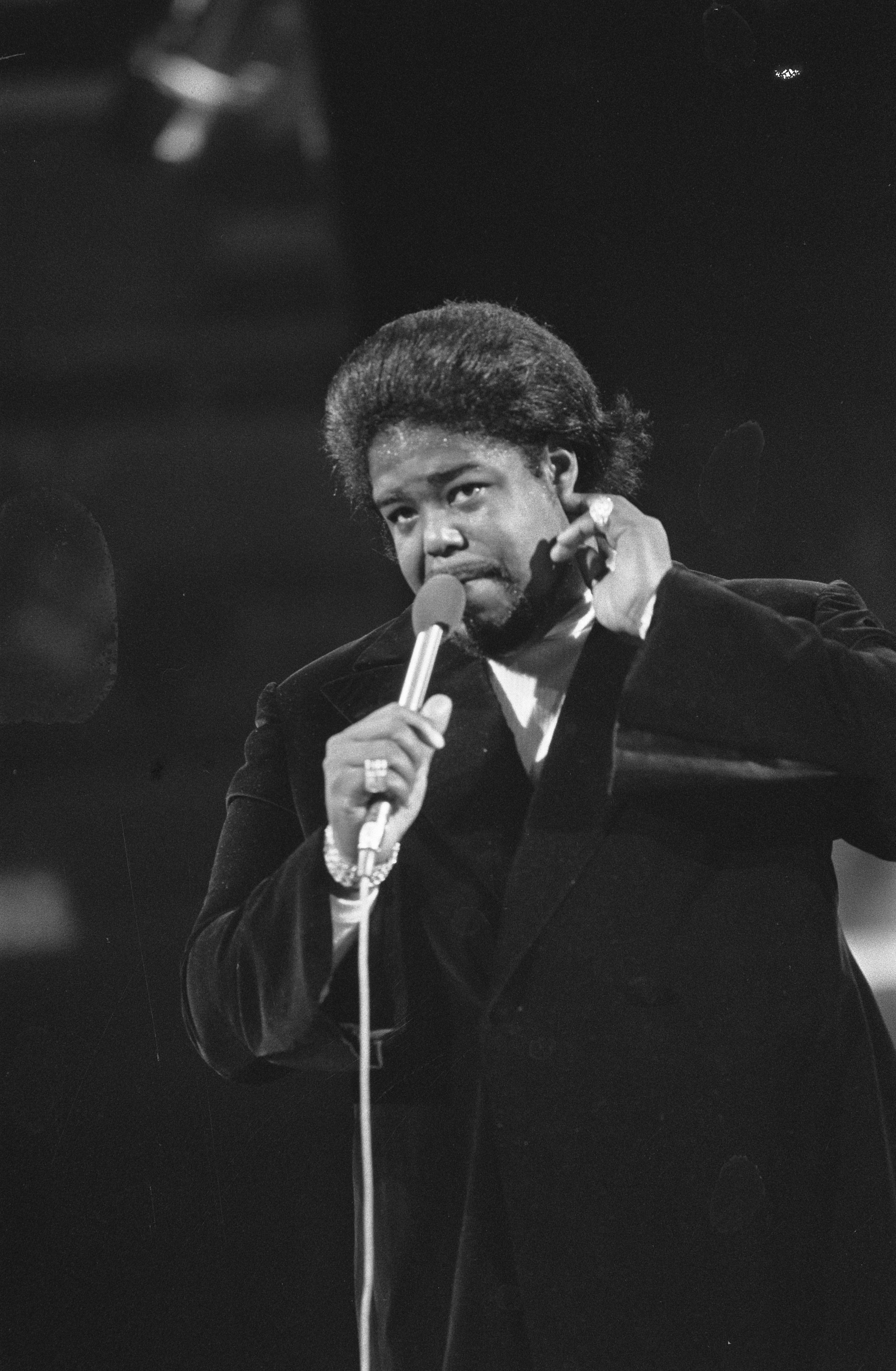
Barry White

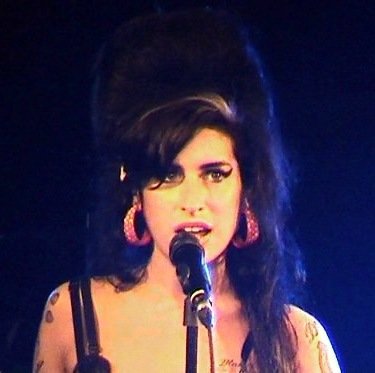
Amy Winehouse

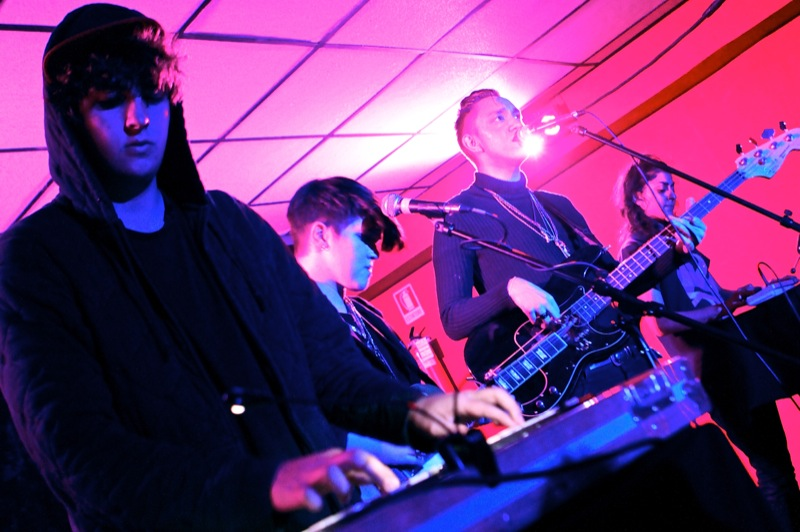
The xx

Dit is een lijst van albums die vanaf 1 april 1995 op nummer 1 in de Ultratop 50/100/200 Albums hebben gestaan. Deze lijst is gerangschikt naar uitvoerend artiest. Naast elke artiest of elk album staat tussen haakjes hoeveel weken de desbetreffende artiest of het desbetreffend album op nummer 1 in bovengenoemde hitlijst heeft gestaan.

## 0-9
5 Seconds of Summer (1 week)
- 5 Seconds of summer (1 week)

## A
Absynthe Minded (1 week)
- As it ever was (1 week)

AC/DC (11 weken)
- Black ice (4 weken)
- Iron man 2 (Soundtrack) (3 weken)
- Rock or bust (4 weken)

Adele (42 weken)
- 21 (38 weken)
- 25 (4 weken)

Admiral Freebee (10 weken)
- Admiral Freebee (1 week)
- Songs (3 weken)
- Wild dreams of new beginnings (2 weken)
- The honey & the knife (2 weken)
- The great scam (1 week)
- Wake up and dream (1 week)

Adrivalan Orchestra (6 weken)
- 50 Top classics (6 weken)

Adya (9 weken)
- Adya classic (5 weken)
- Adya classic 2 (4 weken)

Anastacia (6 weken)
- Freak of nature (3 weken)
- Anastacia (3 weken)

Anouk (1 week)
- Hotel New York (1 week)

Antony and the Johnsons (1 week)
- The crying light (1 week)

Arcade Fire (2 weken)
- The suburbs (1 week)
- Reflektor (1 week)

Arctic Monkeys (3 weken)
- Humbug (1 week)
- AM (2 weken)

Arno (4 weken)
- French bazaar (3 weken)
- Jus de box (1 week)

Arsenal (2 weken)
- Lotuk (1 week)
- Furu (1 week)

## B
Backstreet Boys (5 weken)
- Backstreet's back (2 weken)
- Millennium (3 weken)

Balthazar (1 week)
- Rats (1 week)

The Baseballs (1 week)
- Strike! (1 week)

Frans Bauer (10 weken)
- 10 Jaar hits (4 weken)
- Liefde is... (2 weken)
- Duetten (met Laura Lynn) (4 weken)

The Beatles (1 week)
- 1 (1 week)

Beyoncé (6 weken)
- Lemonade (6 weken)

Birdy (1 week)
- Birdy (1 week)

Black Box Revelation (2 weken)
- Silver Threats (1 week)
- Highway Cruiser (1 week)

James Blake (1 week)
- James Blake (1 week)

James Blunt (2 weken)
- Back to Bedlam (2 weken)

Andrea Bocelli (15 weken)
- Bocelli (15 weken)

Bon Jovi (8 weken)
- Crush (3 weken)
- One wild night - Live 1985-2001 (5 weken)

Marco Borsato (46 weken)
- De waarheid (1 week)
- De bestemming (4 weken)
- Luid en duidelijk (5 weken)
- Onderweg (18 weken)
- Symphonica in Rosso (3 weken)
- Wit licht (6 weken)
- Dromen durven delen (9 weken)

David Bowie (9 weken)
- The next day (5 weken)
- ★ (Blackstar) (4 weken)

Susan Boyle (5 weken)
- I dreamed a dream (5 weken)

Boyzone (2 weken)
- ...By request (2 weken)

The Broken Circle Breakdown Bluegrass Band (12 weken)
- The broken circle breakdown (Soundtrack) (12 weken)

Michael Bublé (1 week)
- To be loved (1 week)

## C
Manu Chao (1 week)
- La radiolina (1 week)

The Chemical Brothers (1 week)
- Push the button (1 week)

Christoff (14 weken)
- 1001 Nachten (2 weken)
- Alle hits (3 weken)
- Christoff & vrienden (1 week)
- Christoff & vrienden 2 (3 weken)
- Altijd onderweg (4 weken)
- Back to Back (met Will Tura) (1 week)

The Cistercian Monks of Stift Heiligenkreuz (2 weken)
- Chant - Music for paradise (2 weken)

Clouseau (65 weken)
- Oker (1 week)
- Adrenaline (6 weken)
- In stereo (7 weken)
- En dans (11 weken)
- Vanbinnen (13 weken)
- Vonken & vuur (8 weken)
- Clouseau 20 (14 weken)
- Zij aan zij (3 weken)
- Clouseau (1 week)
- Clouseau danst (1 week)

Joe Cocker (2 weken)
- Greatest hits (2 weken)

Leonard Cohen (4 weken)
- Old ideas (3 weken)
- Popular problems (1 week)

Coldplay (15 weken)
- X&Y (4 weken)
- Viva la vida or death and all his friends (2 weken)
- Mylo xyloto (3 weken)
- Ghost stories (6 weken)

Crazy Frog (1 week)
- More crazy hits (1 week)

## D
Daan (3 weken)
- Le franc Belge (3 weken)

Daft Punk (6 weken)
- Discovery (2 weken)
- Random access memories (4 weken)

Dean (2 weken)
- So many ways (2 weken)

Lana Del Rey (1 week)
- Ultraviolence (1 week)

Destiny's Child (2 weken)
- Survivor (2 weken)

dEUS (13 weken)
- Pocket revolution (4 weken)
- Vantage point (3 weken)
- Keep you close (2 weken)
- Following sea (4 weken)

Tom Dice (2 weken)
- Teardrops (2 weken)

Dido (3 weken)
- Life for rent (3 weken)

Céline Dion (13 weken)
- The colour of my love (4 weken)
- D'eux (4 weken)
- Let's talk about love (2 weken)
- One heart (2 weken)
- My love - Essential collection (1 week)

Il Divo (1 week)
- The promise (1 week)

Dr. Dre (1 week)
- Compton (1 week)

Dreamlovers (13 weken)
- 18 Hits (7 weken)
- 18 Hits III (3 weken)
- 20 Hits 4 (3 weken)

## E
Editors (6 weken)
- The weight of your love (4 weken)
- In Dream (2 weken)

Eels (6 weken)
- Hombre lobo (3 weken)
- Tomorrow morning (2 weken)
- Wonderful, glorious (1 week)

Elbow (1 week)
- The take off and landing of everything (1 week)

Eminem (6 weken)
- The Marshall Mathers LP (2 weken)
- The Eminem show (2 weken)
- Relapse (1 week)
- The Marshall Mathers LP 2 (1 week)

Enya (3 weken)
- Amarantine (1 week)
- And winter came... (2 weken)

Peter Evrard (2 weken)
- Rhubarb (2 weken)

## F
Faithless (6 weken)
- Outrospective (1 week)
- No roots (2 weken)
- Forever Faithless: The greatest hits (2 weken)
- The dance (1 week)

Five (1 week)
- Five (1 week)

Foo Fighters (3 weken)
- Echoes, silence, patience & grace (1 week)
- Wasting light (1 week)
- Sonic highways (1 week)

Fugees (4 weken)
- The score (4 weken)

Nelly Furtado (2 weken)
- Loose (2 weken)

## G
Get Ready! (1 week)
- Get Ready! (1 week)

Ghost Rockers (3 weken)
- Ghost Rockers (3 weken)

David Gilmour (2 weken)
- Rattle That Lock (2 weken)

Goose (1 week)
- What you need (1 week)

Gorillaz (1 week)
- Plastic beach (1 week)

Ellie Goulding (1 week)
- Delirium (1 week)

Ariana Grande (1 week)
- My everything (1 week)

Grinderman (1 week)
- Grinderman 2 (1 week)

Guns N' Roses (1 week)
- Greatest hits (1 week)

## H
Garry Hagger (1 week)
- Romantic slows (1 week)

André Hazes (2 weken)
- 25 Jaar - Het allerbeste van (2 weken)

Ozark Henry (6 weken)
- The soft machine (1 week)
- Hvelreki (3 weken)
- Stay gold (1 week)
- Paramount (met het Nationaal Orkest van België) (1 week)

Hooverphonic (9 weken)
- Presents Jackie Cane (2 weken)
- With orchestra (3 weken)
- With orchestra Live (2 weken)
- Reflection (1 week)
- In Wonderland (1 week)

James Horner (13 weken)
- Titanic (Soundtrack) (13 weken)

## I
Julio Iglesias (1 week)
- 1 (1 week)

Iron Maiden (1 week)
- The Book of Souls (1 week)

## J
Michael Jackson (12 weken)
- HIStory: Past, present and future, Book I (2 weken)
- Blood on the dance floor: HIStory in the mix (1 week)
- Thriller 25 (1 week)
- The collection (4 weken)
- King of Pop - The Belgian edition (1 week)
- This is it (2 weken)
- Xscape (1 week)

Jessy (3 weken)
- Angel (met The Mackenzie) (3 weken)

Norah Jones (14 weken)
- Come away with me (3 weken)
- Feels like home (4 weken)
- Not too late (6 weken)
- ...Little broken hearts (1 week)

Junior Eurosong (11 weken)
- Eurosong for Kids 2003 (als Eurosong for Kids 2003) (2 weken)
- Junior Eurosong 2007 (als Junior Eurosong 2007) (4 weken)
- Junior Eurosong 2009 (als Junior Eurosong 2009) (2 weken)
- Junior Eurosong 2010 (als Junior Eurosong 2010) (3 weken)

## K
K3 (37 weken)
- Alle kleuren (6 weken)
- Tele-Romeo (9 weken)
- Verliefd (3 weken)
- Oya lélé (2 weken)
- Kuma hé (3 weken)
- Ya ya yippee (1 week)
- MaMaSé! (7 weken)
- Eyo! (1 week)
- 10.000 luchtballonnen	(5 weken)

Katastroof (2 weken)
- Back to back (met De Strangers) (2 weken)

Kings of Leon (6 weken)
- Only by the night (4 weken)
- Come around sundown (2 weken)

Mark Knopfler (1 week)
- Tracker (1 week)

Krezip (5 weken)
- Nothing less (5 weken)

K's Choice (5 weken)
- Paradise in me (2 weken)
- Cocoon crash (1 week)
- Echo mountain (2 weken)

## L
Lady Gaga (2 weken)
- The fame monster (1 week)
- Born this way (1 week)

The Last Shadow Puppets (1 week)
- Everything you've come to expect (1 week)

Limp Bizkit (2 weken)
- Chocolate starfish and the hotdog flavored water (2 weken)

Lindsay (3 weken)
- De mooiste dag (2 weken)
- Het beste en meer - 5 zomers lang (1 week)

Linkin Park (2 weken)
- Meteora (2 weken)

Live (9 weken)
- The distance to here (9 weken)

Helmut Lotti (79 weken)
- Helmut Lotti goes classic (11 weken)
- Helmut Lotti goes classic II (12 weken)
- Helmut Lotti goes classic III (11 weken)
- Helmut Lotti goes classic final edition (7 weken)
- Out of Africa (13 weken)
- Latino classics (8 weken)
- My tribute to The King (7 weken)
- The crooners (10 weken)

Laura Lynn (25 weken)
- Dromen (13 weken)
- Voor jou (6 weken)
- Goud (van hier) (2 weken)
- Duetten (met Frans Bauer) (4 weken)

## M
Mackenzie feat. Jessy (3 weken)
- Angel (met Jessy) (3 weken)

Madonna (15 weken)
- Evita (Soundtrack) (1 week)
- Ray of light (5 weken)
- American life (2 weken)
- Confessions on a dance floor (3 weken)
- Celebration (1 week)
- MDNA (2 weken)
- Rebel Heart (1 week)

Magnus (2 weken)
- Where neon goes to die (2 weken)

Mama's Jasje (5 weken)
- Hommages (5 weken)

Bruno Mars (1 week)
- Doo-wops & hooligans (1 week)

Massive Attack (6 weken)
- 100th Window (2 weken)
- Collected (3 weken)
- Heligoland (1 week)

Metallica (12 weken)
- Load (4 weken)
- St. Anger (5 weken)
- Death magnetic (2 weken)
- Hardwired... to Self-Destruct (1 week)*

Stijn Meuris (1 week)
- Spectrum (als Meuris) (1 week)

Mika (3 weken)
- Life in cartoon motion (3 weken)

Milk Inc. (13 weken)
- Forever (10 weken)
- Nomansland (1 week)
- Undercover (2 weken)

Milow (2 weken)
- Coming of age (1 week)
- Silver linings (1 week)

M-Kids (2 weken)
- Cool! (1 week)
- Crazy! (1 week)

Moby (7 weken)
- 18 (2 weken)
- Hotel (3 weken)
- Go - The very best of Moby (2 weken)

Moloko (1 week)
- Statues (1 week)

Alanis Morissette (5 weken)
- Jagged little pill (5 weken)

Mumford & Sons (1 week)
- Babel (1 week)

Muse (7 weken)
- Black holes and revelations (3 weken)
- The resistance (2 weken)
- The 2nd law (2 weken)

## N
Natalia (12 weken)
- Back for more (5 weken)
- Everything & more (5 weken)
- Wise girl (2 weken)

Nationaal Orkest van België (1 week)
- Paramount (met Ozark Henry) (1 week)

Netsky (6 weken)
- 2 (6 weken)

Nick Cave and the Bad Seeds (6 weken)
- Nocturama (1 week)
- Dig, Lazarus, dig!!! (3 weken)
- Push the sky away (2 weken)

No Doubt (1 week)
- Tragic kingdom (1 week)

Novastar (14 weken)
- Novastar (7 weken)
- Another lonely soul (6 weken)
- Inside outside (1 week)

## O
Oasis (1 week)
- Be here now (1 week)

Agnes Obel (1 week)
- Aventine (1 week)

One Direction (4 weken)
- Take me home (1 week)
- Midnight memories (1 week)
- Four (1 week)
- Made in the A.M. (1 week)

Oscar and the Wolf (4 weken)
- Entity (4 weken)

## P
Pearl Jam (1 week)
- Lightning bolt (1 week)

Bart Peeters (5 weken)
- De hemel in het klad (1 week)
- Op de groei (4 weken)

Belle Pérez (1 week)
- Baila Pérez (1 week)

Pink Floyd (2 weken)
- P•U•L•S•E (1 week)
- The endless river (1 week)

Placebo (3 weken)
- Meds (2 weken)
- Battle for the sun (1 week)

Elvis Presley (3 weken)
- Always Elvis - His greatest hits (2 weken)
- Elv1s - 30 #1 Hits (1 week)

## Q
Queens of the Stone Age (1 week)
- ...Like clockwork (1 week)

## R
Radiohead (2 weken)
- OK Computer (1 week)
- The best of (1 week)

Eros Ramazzotti (3 weken)
- Dove c'è musica (3 weken)

Axelle Red (4 weken)
- Con solo pensarlo (2 weken)
- Jardin secret (1 week)
- Rouge ardent (1 week)

Red Hot Chili Peppers (6 weken)
- By the way (1 week)
- Greatest hits (1 week)
- Live in Hyde Park (3 weken)
- Stadium arcadium (1 week)

Regi (7 weken)
- Registrated 2 (6 weken)
- Voices (1 week)

R.E.M. (5 weken)
- New adventures in hi-fi (1 week)
- The best of R.E.M. - In time 1988-2003 (3 weken)
- Accelerate (1 week)

Gabriel Ríos (1 week)
- This marauder's midnight (1 week)

The Rolling Stones (2 weken)
- Forty licks (2 weken)

Demis Roussos (1 week)
- Collected (1 week)

Roxette (4 weken)
- Have a nice day (2 weken)
- Room Service (2 weken)

## S
Samson & Gert (25 weken)
- Samson & Gert 5 (6 weken)
- Samson & Gert 6 (1 week)
- Samson & Gert 7 (7 weken)
- Samson & Gert 8 (7 weken)
- Samson & Gert 9 (3 weken)
- Hotel op stelten (1 week)

The Scabs (1 week)
- Ways of a Wild Heart (1 week)

Shakira (1 week)
- Laundry service (1 week)

The Smashing Pumpkins (1 week)
- Adore (1 week)

Jan Smit (3 weken)
- Ik zing dit lied voor jou alleen (als Jantje Smit) (2 weken)
- Vrienden (1 week)

De Smurfen (1 week)
- Smurfen houseparty (1 week)

Free Souffriau (2 weken)
- Zingt Ann Christy - Een beetje anNders (2 weken)

Wim Soutaer (1 week)
- Een nieuw begin (1 week)

Britney Spears (3 weken)
- Oops!... I did it again (3 weken)

Spice Girls (11 weken)
- Spice (11 weken)

Spring (13 weken)
- Spring (10 weken)
- Open je hart (3 weken)

Bruce Springsteen (15 weken)
- Greatest hits (7 weken)
- Devils & dust (3 weken)
- Working on a dream (2 weken)
- Wrecking ball (1 week)
- High hopes (2 weken)

Star Academy (3 weken)
- Het album - De beste songs (3 weken)

Stash (1 week)
- Rock-'n-Roll show (1 week)

Steps (5 weken)
- Step one (5 weken)

Jasper Steverlinck (5 weken)
- Songs of innocence (5 weken)

De Strangers (2 weken)
- Back to back (met Katastroof) (2 weken)

Stromae (19 weken)
- Racine carrée (19 weken)

Selah Sue (10 weken)
- Selah Sue (6 weken)
- Reason (4 weken)

The Sunsets (5 weken)
- The Sunsets (3 weken)
- Fiesta (2 weken)

Taylor Swift (5 weken)
- 1989 (1 week)
- Reputation (1 week)
- Lover (1 week)
- Folklore (1 week)
- Evermore (1 week)

Sylver (1 week)
- Decade - The very best of (1 week)

## T
Take That (2 weken)
- Nobody else (2 weken)

Tool (1 week)
- 10 000 Days (1 week)

Triggerfinger (4 weken)
- Faders up 2 - Live in Amsterdam (1 week)
- By absence of the sun (3 weken)

Will Tura (2 weken)
- Bloed, zweet & tranen (1 week)
- Back to Back (met Christoff) (1 week)

Shania Twain (12 weken)
- Come on over (12 weken)

Twarres (2 weken)
- Stream (2 weken)

## U
U2 (25 weken)
- Pop (3 weken)
- The best of 1980-1990 (6 weken)
- All that you can't leave behind (1 week)
- The best of 1990-2000 (5 weken)
- How to dismantle an atomic bomb (6 weken)
- No line on the horizon (4 weken)

Udo (1 week)
- U-Turn (1 week)

## V
Bent Van Looy (1 week)
- Pyjama Days (1 week)

Stan Van Samang (18 weken)
- Liefde voor publiek (18 weken)

Vaya Con Dios (2 weken)
- Roots and wings (2 weken)

## W
Barry White (5 weken)
- The Ultimate Collection (1999) (5 weken)

Jack White (1 week)
- Blunderbuss (1 week)

Trixie Whitley (1 week)
- Porta Bohemica (1 week)

Pharrell Williams (1 week)
- G I R L (1 week)

Robbie Williams (3 weken)
- Escapology (2 weken)
- Intensive care (1 week)

Amy Winehouse (2 weken)
- Back to black (2 weken)

Dana Winner (7 weken)
- Regen van geluk (2 weken)
- Ergens in mijn hart (3 weken)
- Puur (2 weken)

## X
X-Session (1 week)
- Back to basics (1 week)

The xx (3 weken)
- Coexist (3 weken)

## Y
Yevgueni (1 week)
- We zijn hier nu toch (1 week)

## Z
Zornik (3 weken)
- The place where you will find us (2 weken)
- One-armed bandit (1 week)

## Diverse artiesten
- Braveau Clouseau (1 week)
- Idool 2003 - Greatest moments (5 weken)
- Safety First - Soundtrack (1 week)
- Fifty Shades of Grey - Soundtrack (1 week)
- Liefde voor muziek (1 week)

1995 ·
1996 ·
1997 ·
1998 ·
1999 ·
2000 ·
2001 ·
2002 ·
2003 ·
2004 ·
2005 ·
2006 ·
2007 ·
2008 ·
2009 ·
2010 ·
2011 ·
2012 ·
2013 ·
2014 ·
2015 ·
2016 ·
2017 ·
2018 ·
2019 ·
2020 ·
2021 ·
2022 ·
2023 ·
2024 ·
2025